# 明朝與吐蕃關係史
明朝與吐蕃關係史是明朝（1368年—1644年）與吐蕃（明代又稱「西番」、「土蕃」，包括今西藏、甘肃、四川及青海等地藏區）的關係史。
明朝對藏政策主要形式為洪武年間設置羈縻性質的都司、衛所等軍事機構，封授當地僧俗首領，永樂至正德年間以冊封僧俗首領為主，受冊封者定期朝貢，明廷則給予豐厚回賜。冊封的政治意義遠大於實際管理意義。該段歷史始於洪武五年（1372年）元攝帝師喃加巴藏卜受封，終於崇禎三年（1630年）烏思藏僧人三旦多只等十五人入朝班貢，歷200餘年。有明一代，蒙元扶持的薩迦政權勢力逐漸衰微，噶舉派的帕木竹巴政權大體掌握了藏中的政治大權，後期格魯派勢力在固始汗的扶持下不斷坐大，吐蕃內部各宗派勢力競相發展，而明廷鮮加干涉。
明代朝野所繪地圖常將吐蕃畫在明帝國之外。中华人民共和国學者常將明朝對藏政策概括為「多封眾建、因俗以治」，視為因地制宜的管理模式。當代學者對明朝是否统治吐蕃、明朝对于吐蕃的统治程度有不同的看法和爭議。爭議部分來自兩種互相衝突的觀點。天朝不能與外國平等交往，凡是外地來使朝貢，天子予以封賞，認為這是政權表示臣服。實際上這種朝貢是以高明的收買換取忠誠。而藏人則忽視朝貢的臣服含義，不認為供施關係代表喪失主權。這兩種觀點的爭議延續至今。:50, 56-60

## 背景
依照官修《明史》的結構，吐蕃不是明帝國的一部分。《明史》依循中國正史傳統結構，分成〈本紀〉、〈志〉、〈表〉、〈列傳〉，其中〈地理志〉記述明帝國疆域，吐蕃不在其中。外國部分放在〈列傳〉，其中〈土司〉與〈外國〉後有〈西域〉，屬於吐蕃的烏思藏大寶法王、...朵甘烏斯藏行都指揮使司等列入〈西域三〉，放在最後。
明朝朝野所繪地圖常將吐蕃畫在明朝之外。據明朝官修《大明一統志》圖敘：「天命統一華夷，幅員之廣，東盡遼左，西極流沙，南越海表，北抵沙漠，四極八表，靡不來庭，而疆理之制，則以京畿府州直隸六部，天下分為十三布政司，...以統諸府州縣，而都司、衛所則錯置於其間，以為防禦。...而邊陲之地，都司、衛所及宣慰、招討、宣撫、安撫等司，與夫四夷受官封、執臣禮者，皆以次具載於志焉。」文中「西極流沙」的流沙河是明朝與吐蕃的界河。該書卷八十九將吐蕃（書中稱「西蕃」）列為朝貢、封官的「外夷」（在「華夷」之分中並非「華夏」），不設行政性質的布政司，而設軍事性質的都司、宣慰司及招討司。吏部尚書桂萼獻《廣輿圖敘》給明嘉靖帝，聖旨說:「明白切要，具見體國經濟至意。圖本 ... 副本存留內閣」，而該圖將西番及星宿海畫在國界外。17世紀初《王泮題識輿地圖朝鮮摹繪增補本》是明朝地圖，吐蕃（包括安多、康區）不劃入疆域。《三才圖會》中收錄的《山海輿地全圖》是世界地圖，將「西番」列為「大明國」之外的國家。當時歐洲人所繪中國或亞洲地圖也將吐蕃畫在中國之外。如荷蘭彼得·凡·德爾於1680年出版與法國首席皇家地理學家紀堯姆‧德利爾於1700年及1706年出版的地圖。
明嘉靖年間任行人（職「撫諭諸蕃」）的嚴從簡撰《殊域周咨錄》錄四夷事，吐蕃被列入西戎類，與明朝邊患的韃靼、女真同屬四夷。崇禎年間任兵部職方司（職繪製地圖）的陳組綬繪《皇明職方地圖》，其〈皇明貢夷年表〉說洪武16年10月給諸番國勘合文冊，是時已有59國，西番在該表被列入西夷類，排在「東夷」日本之後，烏思藏三年一貢。該表明列西番的明帝國「都指揮使司」等銜，顯示作者不認為封官銜表示該國屬於中國。

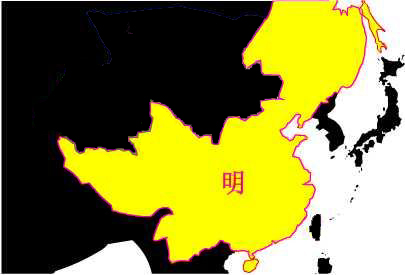
《中國歷史地圖集》對1433年明朝疆域的描繪。吐蕃等羈縻地區不加區分劃入疆域。

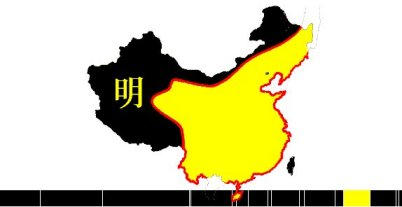
哈佛大学出版的地圖對1415年明朝疆域的描繪。吐蕃等羈縻地區不劃入疆域。

1368年，朱元璋在南京稱帝，建立明朝。1369年，朱元璋派遣官員持詔諭前往吐蕃，著令歸順明朝。詔書說到朱元璋「命將率師，悉平海內。臣民推戴為天下主，國號大明，建元洪武。式我前王之道，用康黎庶。惟爾吐蕃，邦居西土，今中國一統，恐尚未聞，故茲詔示」。詔書意思是大明統一了中國，為天下主，外邦的吐蕃應該歸順。同年，明太祖還派遣陝西丞宣布政司的官員許允德前往藏地進行第二次詔諭，「令各族酋長舉故官，至京授職」。
1370年，明朝軍隊攻取洮、岷等州，並進克元朝陝西行省的吐蕃等處宣慰使司都元帥府（脫思麻宣慰司）的治所河州，吐蕃宣慰使何鎖南普遂降明。元順帝病歿，在此情勢下原先忠於元朝的西北藏族首領陸續歸順明朝。1371年，吐蕃的世襲封主鎮西武靖王卜納剌（駐今青海省互助縣）攜帶元朝頒發的印信，率吐蕃諸部首領到南京向明朝納款，表示歸順。明朝收繳了元朝授予他們的印信，分別授予他們為河州衛指揮同知、靖南衛指揮同知，並准予其子孫世襲。屬下官吏也授千戶、所鎮撫等職。1372年，故元攝帝師喃加巴藏卜帶領六十多人赴南京朝見明太祖，表示歸降。喃加巴藏卜被明太祖封為「熾盛佛寶國師」，賜玉印一顆。他還先後兩次向明朝舉薦故元的藏族舊官一百多人，皆被授予各級官職。
1373年正月，當時控制烏思藏大部分地區的帕木竹巴第悉（帕竹政權首領的稱號）釋迦堅贊（即《明太祖實錄》所記的「故元灌頂國師章陽沙加」）在被明太祖封他為灌頂國師後，遣使入朝，貢以佛像、佛書、舍利。在此之後，藏族地方的大小僧俗首領，也紛紛來到首都南京請封，明朝一律授給他們以新的官職和封號。如指揮同知、僉事、宣慰使同知、副使、元帥、招討、萬戶等職，以及國師等封號。對於新封的藏人僧俗首領，明太祖要求他們「自今為官者，務遵朝廷之法，撫安一方；為僧者，務敦化導之誠，率民為善，以共樂太平」。
根據明朝禮部尚書兼東閣大學士毛紀等人的上疏「烏思藏地方僻在西陲數千里之外，其地習俗鄙惡，語言侏離，與中國懸絕。中國之人亦鮮有使其地者。祖宗之時，番僧雖嘗入貢，賜以法王國師等號，不過命之空名虛秩。居其本土，藉以撫化番眾，無擾我邊境而已」。明朝與西藏的往來不過是為了保持中藏邊界安寧的舉措，並不認為明朝應該與吐蕃保持密切關係，而視其為化外之地。清代筆記也記載了「當明正德時，始以活佛聞於中國。武宗遣中使率將校十人、士千人迎之，達賴不願行，國人匿之。將士欲威以兵，為番人所敗，遁還」，表明明廷並不能實際干預西藏的喇嘛事務。

## 明朝對藏政策
根据史料记载，「太祖懲於唐世吐蕃之亂，思所以制御之者，惟因其俗利用僧第，使之化導以為善」，明初對西藏僧眾推行「厚賞羈縻」的政策，先後分封三大法王和眾多國師。經過洪武、永樂年間明-藏之間的往來，吐蕃同真臘、琉球等國一樣納入了明朝的朝貢體系。
对于明朝和藏人的关系，各方对史料的理解截然相反。中國當代學者對於明朝對藏政策的主流見解是「因俗以治」、「多封眾建」、「羈縻懷柔」，認為明朝對西南藏族地區基本承襲元朝統治管理的辦法。
海外西藏學者則認為当蒙古帝国于1368年瓦解，元廷退居漠北後（史称北元），此时的蒙古與西藏供施關係依舊。而明朝與西藏之間，既無互屬關係，也無供施關係。至於明王朝曾對西藏各派高師贈以封號，類似於蒙古贈予達賴喇嘛的榮譽稱號，就屬於友好往來或籠絡外交。明朝沒有與西藏建立明確的政治關係，而西藏高原在過去7個世紀的大部分時間都是由西藏自己的君主與宗教階級上層來統治。

### 因俗以治
對於藏區的軍事機構設置，明朝先後在西北藏區設立洮、河、岷、西寧四衛，在今甘、青、川部分藏區以及衛、藏地區設置「朵甘衛」和「烏思藏衛」。1374年，複於河州設置「西安行都指揮使司」，同時升「朵甘衛」為「朵甘行都指揮使司」，升「烏思藏衛」為「烏思藏行都指揮使司」。明太祖為此下詔曉諭諸部：

朕自布衣開創鴻業，荷天地眷佑，將士宣勞，不數年間，削平群雄，混一海宇。惟爾西番朵甘、烏思藏各族部屬，聞我聲教，委身納款，已嘗頒賞授職，建立武衛，俾安軍民。爾使者還言，各官公勤乃職，軍民樂業，朕甚嘉焉。尚慮彼方地廣民稠，不立重鎮治之，何以宣佈恩威。茲命立西安行都指揮使司于河州。其朵甘、烏思藏亦升為行都指揮使司，頒授銀印，仍賜各官衣物。嗚呼！勸賞者，國家之大法；報效者，臣子所當為。宜體朕心，益遵紀律。

同時分別任命管招兀即兒和鎖南兀即兒為烏思藏、朵甘都指揮使司同知，並賜銀印。後又升「行都指揮使司」為「都指揮使司」，下設若干行都指揮使司、萬戶府、千戶所、百戶所等。1375年於阿里地区再置「俄力思軍民元帥府」。各級官吏的官階品第由明中央統一規定，頒給印信、號紙，令其「綏鎮一方，安輯眾庶」，並直接向明中央負責，事無大小，均可啟奏「大明文殊皇帝」。
明朝在確定藏族地區的都指揮使司、衛、所的體制後，陸續委任藏族首領擔任都指揮使司和衛所的官職。最初，明朝是封蔡巴、羊卓、止貢、嘉瑪等故元萬戶府首領為烏思藏的行都指揮使或都指揮僉事等職，對帕木竹巴家臣中的內鄔宗、桑珠孜宗的宗本則稱為寨官。後來在瞭解帕竹政權的情況後，明朝就開始任命帕竹政權的主要宗本為烏思藏行都指揮使司的官員，並且進一步在內鄔宗和仁蚌宗這兩個最大的宗設立了行都指揮使司。明朝在藏族地區封授的指揮使、都指揮使僉事、千戶、百戶等官職都准予世襲，但是重要官職的襲職要經過皇帝的批准，並換發敕書和印信。
| 都指揮使司 | 烏思藏、朵甘 | 烏思藏宣慰司分司印 朵甘衛都指揮使司印 |
| 指揮使司   | 隴答 | 烏思藏宣慰司分司印 朵甘衛都指揮使司印 |
| 宣慰使司   | 朵甘、董卜韓胡、長河西魚通寧遠 | 烏思藏宣慰司分司印 朵甘衛都指揮使司印 |
| 招討司     | 朵甘思、朵甘隴答、朵甘丹、朵甘倉溏、朵甘川、磨兒勘                                                                                                   | 烏思藏宣慰司分司印 朵甘衛都指揮使司印 |
| 萬戶府     | 沙兒可、乃竹、羅思端、別思麻 | 烏思藏宣慰司分司印 朵甘衛都指揮使司印 |
| 千戶所     | 朵甘思、所剌宗、所孛里加、所長河西、所多八三孫、所加八、所兆日、納竹、倫答、果由、沙里可哈忽的、孛里加思、撒里土兒、參卜郎、剌錯牙、泄里壩、潤則魯孫 | 烏思藏宣慰司分司印 朵甘衛都指揮使司印 |

#### 軍事設置

##### 安多
明朝在安多藏區的建制主要是軍事性質的衛所，一方面承認世居其地的土官酋豪的世系特權，一方面派遣漢族流官，以流管土，以土治番，土、流官員皆為武職，聽命於兵部調遣。
按明朝官制，軍職流官分八等，即：都督及同知、僉事，都指揮使、同知、僉事，正、副留守；而土官則分九等，即：指揮使及同知、僉事，衛、所鎮撫，正、副千戶，百戶，試百戶。自都督府、都指揮司以下各司，包括土司，必須嚴格執行命令，「各統其官兵及其部落，以聽徵調、守衛、朝貢、保塞之令。」但土司之管有如僉事、鎮撫、千戶、百戶等皆無歲祿。
總的來說，整個安多藏區都在陝西布政司轄區之內。明朝在安多藏區設置的衛所在明朝一代前後期變更較大，以下是明初在安多設置的衛所：
- 西安行都指揮使司，這是明朝西北疆域總的軍事機構。1374年七月置，治所位於河州，寧正為都指揮，轄河州、朵甘、烏思藏三衛[39]。1375年十月改名陝西行都指揮使司，治西安。1376年十二月罷之，1379年正月複置於莊浪，1393年移至甘州。
  - 河州衛，1371年正月置，治所於河州，初以寧正為指揮使，鎖南普為同知，朵兒亊、汪家奴為僉事，下轄八個千戶所、一個軍民千戶所、七個百戶所、兩個番漢軍民百戶所。
  - 岷州衛，1378年七月由岷州千戶所改置，1382年四月升為軍民指揮使司，1545年置州，改軍民指揮使司為衛，1561年閏五月，廢州重置軍民指揮使司。
  - 洮州衛，1379年二月由洮州千戶府改置。洮州大土司卓尼楊於1404年投明，1418年被授世襲指揮僉事。洮州另一咎姓大土司亦是於永樂三年被賜姓「咎」，轄藏民七十六族。[40]《洮州衛誌》稱「（楊、咎）二部稱雄，諸番畏之」。
  - 甘肅衛，1372年十一月置，治所於甘州，1390年十二月以甘肅衛為甘州衛，1392年置甘州左衛。1393年移陝西行都指揮使司於甘州，轄十二衛，四守禦千戶所。
  - 西寧衛，1373年正月置，故元同知李喃哥世襲為指揮僉事，故元甘肅行省右丞朵兒只失結為指揮僉事。1432年升為軍民指揮使司。西寧衛有達13個大土司承襲指揮使、指揮同知、指揮僉事三職，關西七衛中有五衛隸屬於西寧衛。
  - 必里衛，1403年由必里千戶所改置。《嘉靖河州誌》記載該衛未設指揮使，僅有掌牌指揮二員、掌牌千戶五員、掌牌文戶十四員、鎮撫一員。

除了設置衛所，明朝還封派皇族子弟到安多藏區就藩，如1391年明太祖封十八子莊王朱楩於岷州（今甘肅省境），1392年封十四子肅王朱楧於甘州（今甘肅省境）。1395年正月丙午，河州衛指揮使寧正兵助封於秦州的秦王朱樉征洮州（今甘肅省境）叛番，由此可知分封的藩王是直接插手管理甘肅事務的。
明朝還在宗教寺院周圍設置衛戍。比如岷州衛的大崇教寺，因其地位顯赫，岷州衛動用其七分之一的士卒予以護寺。
為了協調安多藏區佛教與朝廷的關係，明朝在安多一併設置番僧綱司，較重要的有：
- 西寧、河州僧綱司，1393年三月置，僧人三剌、月堅藏分別被授予都綱之職。
- 洮州僧綱司，下轄垂巴寺趙僧綱、著洛楊僧綱、麻兒司馬僧綱、圓成寺侯僧正、閻家寺閻僧正。
- 岷州崇教寺僧綱司，明成化年間置，班丹紮釋世襲都綱之職。
- 莊浪衛僧綱司，由閻姓喇嘛世襲都綱之職。
- 禪定寺僧綱司，由洮州衛指揮僉事楊土司兼任僧綱。[來源請求]

##### 康區
明朝先後派許允德、克新、鞏哥鎖南等前往朵甘、烏思藏招撫。1370年，康區的故元鎮西府的鎮西武靖王主動向明朝左副將軍鄧愈請降，後入覲。1371年十月，明朝在康區設置朵甘衛指揮使司。1371年二月，故元攝帝師喃加巴藏卜帶領大批故元舊官來朝進貢，乞授職名。於是其人分別授予了朵甘衛的指揮、僉事及其下屬機構的宣慰使同知、副使、元帥、招討、萬戶等官職。其中，鎖南兀即爾被任命為朵甘衛指揮僉事。同年十月，在送交故元司徒印後，鎖南兀即爾被升任為衛指揮同知。1373年，朵甘衛和烏思藏衛一同升為行都指揮使司，隸屬於西安行都指揮使司，以鎖南兀即爾、管招兀即爾為都指揮同知。同年十二月，增置朵甘思宣慰司及諸招討司、萬戶府、千戶所，以賞竺監藏等七人為朵甘都指揮同知。
在明朝任命當地政教首領行使官府職能的同時，明朝還掌握對當地官員升遷、承襲權力過程中的的審批、允准權。如1430年五月，朵甘都司都指揮使撒力加監藏上奏朝廷，稱年老乞致仕，請求以其子星吉兒監藏代職，明廷乃從其請；1441年四月，朵甘都司大小首領派使入朝，上奏都司內部的人事變更事宜。等等。
- 朵甘宣慰使司，轄地為今四川甘孜藏族自治州境內，1374年十二月置。初任命星吉監藏為宣慰使司宣慰使。1385年正月，明朝定其官員品級為秩正三品。
- 隴答衛指揮使司，轄地為今西藏自治區江達縣西北隆塔一帶，1373年置。[43]1406年三月，巴魯被任命為隴答衛指揮使。對於衛署官員的任免，依明朝襲替規定處理，多為世襲或當地土酋擔任。隴答衛數次受朝廷之命與烏思藏的帕木竹巴闡化王、闡教王、護教王、贊善王等，「所轄地方驛站有未復舊者，悉如舊設置，以通使命」。[44]
- 董卜韓胡宣慰使司，轄地為今四川宝兴县一帶，1415年六月置，南葛為首任宣慰使。
- 長河西魚通寧遠宣慰使司，轄地為今四川康定，1397年置。該宣慰使司的設置結束了元朝魚通、寧遠、長河西三地各自為政的局面。
- 武靖衛指揮使司，轄地為康區宗多地方，1372年置，故元鎮西武靖王卜納剌為武靖衛指揮同知，子孫世襲。
- 隴卜衛指揮使司，轄地位於今玉樹地區以東，瀕通天河下游西岸，1413年置，初以鎖南斡些兒為指揮使。
- 畢力術江衛指揮使司，轄地為今玉樹州治多縣境內，[45]1434年置，以官著兒監藏為衛指揮使司、阿黑巴為指揮僉事。
- 朵甘思招討司，轄地為今四川甘孜藏族自治州境內，1374年十二月置。1385年正月，明朝定其官階品第為正四品。
- 朵甘隴答招討司，轄地為今四川甘孜藏族自治州境內，1374年十二月置，其官署人員按明朝土官襲替規定承襲。
- 朵甘丹招討司，轄地為今四川甘孜藏族自治州西北鄧柯一帶，1374年十二月置。
- 天全六番招討司，1373年十二月置，秩從五品。1388年二月，天全六番招討司改為武職。
- 朵甘倉溏招討司，轄地在今四川阿壩藏族自治州壤塘境內，1374年十二月置。
- 朵甘川招討司，轄地為今四川甘孜藏族自治州境內，1374年十二月置，其官署人員按明朝土官襲替規定承襲。
- 磨兒勘招討司，轄地為今西藏自治區芒康縣和四川甘孜藏族自治州巴塘縣，1374年十二月置，其官署人員按明朝土官襲替規定承襲。
- 朵甘直管招討司，轄地為今四川甘孜藏族自治州境北部，弘治年間置，其官署人員按明朝土官襲替規定承襲。
- 沙兒可萬戶府，1374年十二月置，轄地為今四川甘孜藏族自治州新龍縣，管者藏卜為萬戶府萬戶。
- 乃竹萬戶府，1374年十二月置，轄地為今四川甘孜藏族自治州貢覺縣。
- 羅思端萬戶府，1374年十二月置。
- 別思麻萬戶府，1374年十二月置，轄地為今青海海南藏族自治州境內，剌麻監藏卜為萬戶府萬戶，後被授指揮僉事職，其官署人員按明朝土官襲替規定承襲。

##### 烏思藏
1372年四月，河州衛向明太祖進言，「烏思藏怕木竹巴故元灌頂國師章陽沙加人所信服」，建議朝廷招撫之。明太祖「詔章陽沙加仍灌頂國師之號」。章陽沙加即烏思藏帕竹政權的第二任第悉釋迦堅贊，這次封賞賜印是明朝建立以來首次冊封烏思藏首領。1373年正月，章陽沙加即遣鎖南藏卜向明朝朝貢。同年二月，烏思藏的故元攝帝師喃加巴藏卜亦親自入朝，受封為熾盛佛寶國師，他同時薦舉的六十名故元舊官皆被授以官職。
1374年七月，明太祖置西安行都指揮使司於河州，寧正為都指揮使，總轄河州、朵甘、烏思藏三衛。從烏思藏返京的使者向明太祖報告，「各官公勤乃職，軍民樂業」，因此下詔，「尚慮彼方地廣民稠，不立重鎮治之，何以宣佈恩威。茲命立西安行都指揮使司於河州，其朵甘、烏思藏亦升為行都指揮使司，頒授銀印，仍賜各官衣物。」
1375年，明太祖再置俄力思軍民萬戶府、帕木竹巴萬戶府，烏思藏行都指揮使司，設官十三人。此處的俄力思即為今西藏自治區阿里地區。中國學者稱由此明朝完成了全藏的招撫任務。但是史伯嶺指出，表面上看來寧正當時是烏思藏最有政治權力的人物，但是西藏史料中從沒提過他。而且朵甘與烏思藏衛的官署並不在當地，而是遠在河州與西寧，並無統治當地的能力。
明太祖時期對吐蕃僧俗人員的分封，大部分是應求封者的自我介紹而封授的。從數量上看，基本上是以俗官為主而僧官為輔；從官職品級上看，此時期封賜的等級也普遍較低，最高僅為「大國師」和「灌頂國師」。在藏地封授的官職、封號大多是沿用元朝的舊稱。
明成祖即位的當年，派侯顯前往烏思藏迎請噶瑪噶舉派的第五世噶瑪巴活佛，後封其為「大寶法王」。《賢者喜宴》中記載：「依皇帝（指明成祖）本人思維，動用軍隊，仿行元代故事，將烏思藏納入法治」，但大寶法王認為佛法應「自在自如宣揚，不便派遣漢軍前往」。面對明成祖意在仿效元代薩迦派故事，獨尊噶瑪派，大寶法王認為「倘教派獨留一家，眾生不服，如聽隨其各所信奉，則必感動佛發慈悲心矣，故聽任各自奉行各自之教法，斯乃適當。」1406年，明成祖遣使入藏封烏思藏帕竹第五任第悉紮巴堅贊為「闡化王」。永樂年間，明朝在藏區建立一套僧官制度，僧官分教王、西天佛子、大國師、國師、禪師、都綱、喇嘛等，每級依受封者的身份、地位進行分封。明封八王中的兩大法王、五大教王都是永樂時期封授的。此外，明成祖依僧官制度還進行了大規模的分封，由此明朝對藏區的各政教勢力由上至下各級首領的分封基本完成。
明朝所封的大寶法王在襲職嗣位時需要明廷的批准。1423年，為了審查第五世噶瑪巴的轉世靈童，番僧班丹紮失受明朝委派前往藏地工布的咱日山，「審查大寶法王的呼畢勒罕」，這是中原王朝審查藏傳佛教教派轉世靈童的最早記錄。
帕竹政權在藏內創立宗谿制度，宗的長官為「宗本」，明代史籍中稱「宗」為「寨」。永樂時期，藏內各宗已經為各大家族所把持，因此明朝就勢對各宗本予以分封。如1413年二月置烏思藏衛牛兒宗寨，即為帕竹政權的乃東宗。1416年五月置領思奔寨，即仁蚌宗，所封官員喃葛加爾卜即為宗本南喀傑波。
因為元末戰亂，藏內的驛站一度陷於廢弛狀態。因此，1407年三月明成祖下令命帕木竹巴闡化王，「同護教王、贊善王、必力瓦國師、川卜千戶所、必里、朵甘、隴答王（三）衛，川藏等族，複置驛站，以通西域之使」。諭令發佈後，明成祖同時「勅（陝西行都司）都指揮同知劉昭、何銘等往西番、朵甘、烏思藏等處，設立站赤，撫安軍民」。1414年又派遣中官楊三保齎勅往諭闡化王、闡教王、護教王、贊善王以及諸處大小頭目，「令所轄地方驛站有未復舊者，悉如舊設置，以通使命」。驛站恢復之初，明廷為減輕驛站馬匹困難，諭令以徵發之馬或軍馬撥給差民使用。同時在旅途中發放「道里費」，以解民困。經過多年的努力，藏內的驛站全部得到恢復，「自是道路畢通，使者往還數萬里，無虞寇盜矣」。
1373年，烏思藏帕木竹巴的第悉章陽沙迦應招遣使進京，同時故元攝帝師喃加巴藏卜亦親率使團來朝，向明廷薦舉六十名藏地首領。在此情勢下，明太祖依照內地衛所制度在藏區設立了烏思藏衛指揮使司和朵甘衛指揮使司，同時設置宣慰司二、元帥府一、招討司四、萬戶府十三、千戶所四。烏思藏衛指揮使司轄區為衛、藏地區。依明制，設置衛指揮使一員，正三品；衛指揮同知二員，從三品；指揮僉事四員，正四品；衛鎮撫二員，從五品。故元國公南哥思丹八亦監藏為首任指揮同知。
1374年七月，明朝升烏思藏、朵甘二衛為行都指揮使司，頒授銀印，賜各官衣物，明太祖詔諭「勸賞者，國家之大法；報效者，臣子所當為。宜體朕心，益遵紀律」，並任命管招兀即爾為烏思藏都指揮同知。依明制，都指揮使司設都指揮一，正二品；都指揮同知二，從二品；都指揮僉事，正三品。
1374年十二月，熾盛佛寶國師喃加巴藏卜和朵甘行都指揮同知鎖南兀即爾等遣使進京朝貢，上奏第二批舉薦人員名單，請求授予賞竺堅藏等五十六人官職。明太祖「以西番地廣，人獷悍，欲分其勢而殺其力，使不為患，故來者輒授官」。

#### 朝貢
在1465年以前，吐蕃僧俗首領來京朝貢沒有嚴格的限定，大致是一歲一貢，或兩歲一貢。如《明會典》記載：「西番，古吐蕃地。元時為郡縣，洪武初因其舊職。於是烏思藏有闡教王、闡化王、輔教王、贊善王統化番民，又有護教王、大乘法王、大寶法王凡七王，俱賜銀印，令必歲或間歲朝貢。」《明史·西域傳》亦記載：「（贊善王）初，入貢無定期，自永樂迄正統，或間歲一來，或一歲再至。」
由於明朝對來貢的藏族首領不僅在政治上給予優遇，經濟上也回賜豐厚的賞物，由藏地進京朝貢的使臣越來越多，沿途地方不堪重負。同時有假冒濫充的朝貢者。1440年八月，明廷下了第一道免番僧進京朝貢的赦諭。於1442年第一次發現有假冒貢使的現象。
為了整飭朝貢制度，明憲宗即位後，於1465年規定烏思藏番僧三年一貢，並下發一道勅諭給帕竹第悉闡化王，曰：「爾父祖以來，世修職貢。洪武年間，三年一貢，來朝不過三、四十人，往來道途亦守禮法。近年以來，增加漸多，絡繹不絕，恃朝廷柔遠之意，所至騷擾。察其所以，多有四川等處不逞之途，買求印信，冒作番僧，貪圖財利，壞爾聲名。爾居遐僻，何由得知？茲特勅諭爾，今後仍照洪武舊例，三年一貢，自成化三年為始。所遣之人必須本類，不許過多。所給文書，鈐以王印，其餘國師、禪師等印，皆不許行。惟襲替謝恩者不在三年之限。仍戒來人，毋得夾帶投托之人。朝廷已勅經過關隘官司盤詰辨驗，如有偽冒，就便拿問。如此，則事有定規，人無冒濫，庶不失爾敬事朝廷之意。」
1466年，明朝對朵甘亦規定「如烏思藏例，三年一貢」。1470年四月，明朝再對朝貢人數進行規定，「（烏思藏）每王遣使百人，多不過百五十人，有四川路入，國師以下不許貢」。
吐蕃進京朝貢人數越來越多，「宣德、正統間，番僧入貢，不過三四十人。天順間遂至二三千人。到成化年間，僅闡化王所遣的貢使一次就多達四百六十多人。1499年，「長河西及烏思藏一時並貢，使者至二千八百人」。
明朝後來對吐蕃僧俗首領採取了定期、定員、定道、定制的進京朝貢模式，規定「國師以下不許貢」，烏思藏貢使必須由雅州入的規定。1609年四月，因「番人混冒，方物濫惡，所奉勅書洗補可疑，而通使歲誘為奸」，明朝革除了烏思藏大乘法王、大寶法王、護教王、長河西、董卜韓胡等八番的入貢資格，只許闡教王、輔教王入貢。
朝貢路線：

#### 茶馬互市

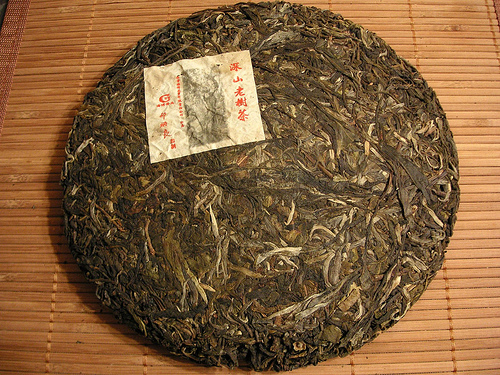
普洱茶是茶馬互市的重要交易內容

茶馬互市是起始於唐宋時期的一種漢藏之間古老貿易形式，而明初官方主導的茶馬互市後轉為民間為主。
1393年二月，明朝為甘川青各藏族部落「特製金銅信符，族頒一符。遇有使者徵發，比對相合，始許承命。否者，械至京師，罪之。」「又制金銅信符，命曹國公李景隆賫入番，與諸番要約，篆文上曰：‘皇帝聖旨’，左曰‘合當差發’，右曰‘不信者斬’。」
依金銅信符制，明朝三年一次進行茶馬互市。至1449年，金牌制停止使用，改派行人視察茶政。1488年，再罷行人巡茶，改由御史視察。1497年，經都御史楊一清奏請，金牌制度再次恢復，但此時民間私販盛行，官方交換已經不能和明初等量齊觀。
由於藏地需要大量的茶葉，明朝便執行以茶葉換馬匹的政策。而後，明朝逐漸發展出「以茶制番」的目的。如正德年間都御史楊一清在上疏中奏：「以馬為科差，以茶為酬價，使之遠夷（為）臣民，不敢背叛。如不得茶，則病且死，以是羈縻之，實賢於數萬甲兵，此制西番以控北夷之上策也。」1536年，巡茶御史劉良卿亦奏：「諸蕃之飲食，莫切於吾茶，得之則生，不得則死。故嚴法以禁之，易馬以酬之。禁之而使彼有所畏，酬之而使彼有所慕。此所以制番人之死命，壯中國之藩籬，斷匈奴之右臂者。」藏人求茶之心可從其遣使來報中看出端詳，如烏思藏輔教王使臣沙加星吉等奏：「為乞討食茶事，臣烏思藏地方，僧眾數多，食茶甚少，今來進貢，專討食茶。望朝廷可憐見，給予食茶勘合，前去湖廣等處支茶應用，並乞與官船腳力等項回還便益。」
茶馬貿易機構：
- 茶馬司：秦州、河州、西寧、洮州、甘州、雅州、碉門、永寧（後廢）
- 四大茶倉：成都、重慶、保寧、播州
- 差運司：鞏昌府（駱駝巷、梢子堡、高橋）、臨洮府（伏羌、寧遠）
- 批驗茶運司：褒城茶廠、紫陽茶廠

安多地區盛產馬匹，明朝就此先後在當地設置五個茶馬司，如：
- 秦州茶馬司，1372年二月置，1397年四月遷至西寧。
- 河州茶馬司，1372年置。
- 洮州茶馬司，1379年置，1382年罷，由秦州茶馬司兼治。
- 甘州茶馬司，洪武年間置，1443年罷，1561年複置。
- 西寧茶馬司，1397年置。
- 永寧茶馬司，1383年置，1386年罷。
- 雅州茶馬司，1376年置。
- 碉門茶馬司，1386年置。

明初官制，茶馬司有大使一人，秩正九品，副使一人，秩從九品。洪武中期，升其秩為正六、正七品。

### 多封眾建
明朝除在藏族地區設置衛所外，還利用藏傳佛教在藏族地區的深遠影響，大力封授各派宗教首領和人士，推行僧綱制度，通過宗教加強明朝對廣大藏區的影響。當時藏傳佛教在吐蕃派系頗多，除控制衛藏政權的帕竹噶舉派以外，尚有勢力遍及川、康、衛藏的噶玛噶举派，以及勢力仍強的薩迦派和後來居上的格魯派等。明朝對藏政策的核心被概括為「多封眾建，因俗以治」。「多封眾建」與「因俗以治」互為表裏、相互支撐，即「多封眾建」為表，則「因俗以治」作為其政情民俗的基礎和政策理念為裏；若「因俗以治」為表，則「多封眾建」作為其政策措施的支撐為裏。在明朝對這些藏傳佛教的宗教首領人士的封授中，以永樂年間、宣德年間加封的「三大法王」和闡化王、護教王、贊善王、輔教王、闡教王等五個王最為重要，其次為大國師、國師及禪師等。明朝在藏區所封的「王」則與一般意義的「王」有所不同。在藏區所封的「王」既是掌管一方的地方首領，又往往具有佛教僧人的身份；既有掌管一方地區行政的世俗的王的成分，也與宗教的法王相類似的成分。其中「三大法王」的封號，均由師徒或轉世相傳承，無須再聽朝命。而五王及灌頂國師等，其職號的承襲、替代都必須由承襲者遣使或親自入朝申請承襲，上繳原頒印信、誥敕，旨准後方頒賜新的印信、誥敕，至此完成襲職手續。重要首領，特別是諸王的承襲一般均由明廷遣專使往封。
| 法王     | 大寶法王           | 1407年 | 楚布噶瑪巴活佛 | 噶玛噶举派（黑帽） | 明封三大法王之首         |
| 法王     | 大乘法王           | 1413年 | 貢噶札西       | 薩迦派（紅帽）     | 故元帝師貢噶堅贊之孫     |
| 法王     | 大慈法王           | 1434年 | 釋迦也失       | 格魯派（黃帽）     | 格魯派創始人宗喀巴之代表 |
|          |                    |        |                |                    |                          |
| 王       | 闡化王             | 1406年 | 札巴堅贊       | 帕木竹巴五世第悉   | 明封五王之首             |
| 王       | 贊善王             | 1407年 | 著思巴兒監藏   | 噶瑪噶舉派         | 鄧柯林蔥宗教首領         |
| 王       | 護教王             | 1407年 | 南哥巴藏卜     | 噶瑪噶舉派         | 貢覺宗教首領             |
| 王       | 闡教王             | 1413年 | 領真巴兒吉監藏 | 直貢噶舉派         | 止貢宗教首領             |
| 王       | 輔教王             | 1415年 | 南渴列思巴     | 薩迦派             | 達倉宗教首領             |
|          |                    |        |                |                    |                          |
| 其他     | 灌頂國師           | 1373年 | 章陽沙加監藏   | 帕木竹巴二世第悉   | 元朝大司徒絳曲堅贊之侄   |
| 其他     | 熾盛佛寶國師       | 1372年 | 喃加巴藏卜     | 薩迦派             | 故元攝帝師               |
| 其他     | 朵兒只唱（金剛持） | 1586年 | 索南嘉措       | 格魯派             | 三世達賴喇嘛             |
| 其他     | 普持金剛佛         | 1616年 | 索南羅追       | 格魯派             | 四世達賴喇嘛             |
| 參考來源 |                    |        |                |                    |                          |

明成祖不但封藏傳佛教領袖為大寶法王、大乘法王等，而且對他們的弟子也封給大國師、國師的名號。從明成祖到景泰帝、成化帝，明朝封了許多藏族僧人為大國師、國師等，並賜給封誥和印章，明朝所封授的大國師、國師等職，不僅僅是一個名號，而且還有品級。一般大國師為秩四品，國師為五品，禪師為六品，他們在京城，還給以俸祿，所以當時留居北京的藏傳佛教僧人很多，其開支全由光祿寺供應。1435年明宣宗去世，明英宗即位，年方九歲。當時明朝為節約開支，曾下令減少在京居留的藏族僧人。據統計當時在北京各寺院中僅官府認為應當減去的藏族僧人即達1100多人。明英宗掌政後仍然大量封授藏族僧人，在憲宗成化、孝宗弘治、武宗正德年間更達到高峰，憲宗成化末年有時一次升職授職的藏族僧人達數十人之多，明武宗還專門在西華門內修建了一座「豹房」，同藏族僧人一起誦經、研習經典，以致於有記載說明武宗通曉梵（藏）語，他還自封為大慶法王，自己給自己頒發了一枚「定為天字一號」的「大慶法王西天覺道圓明自在大定慧佛」的金印，自稱是噶瑪巴在漢地的轉世。1515年明武宗派太監劉允到吐蕃齎送番供等物，迎請第八世噶瑪巴。劉允這次出使，動員大批人力財力，嚴重擾亂地方，耗費巨大，結果被第八世噶瑪巴拒絕。由於明世宗崇信道教，排斥藏傳佛教，到明世宗嘉靖時藏族僧人在北京的活動才進入低潮。

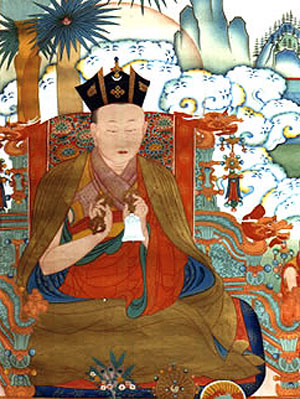
得銀協巴（1384年–1415年）

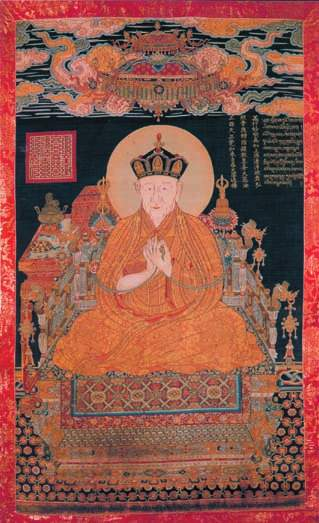
明朝授予大慈法王的唐卡

#### 三大法王
大寶法王
「大寶法王」是噶瑪噶舉派的第五世噶瑪巴得銀協巴。他在康區一帶巡遊傳法，很有名聲，於是明成祖在他正式即位的當年「遣司禮監少監侯顯齎書、幣往烏思藏，征尚師哈立麻。蓋上在藩邸時，素聞其道行卓異，至是遣人征之」。噶瑪巴得知消息後，於1406年從楚布寺出發。當年七月，噶瑪巴在康區噶瑪寺見到了侯顯等使者，領受詔書，即隨侯顯等人一道前往南京。他們經青海一路於十一月抵河州。然後經陝西、河南、安徽，乘船入長江，於1407年藏曆正月抵達南京，駐錫靈谷寺。噶瑪巴先率領僧眾在靈谷寺設十二壇城為明太祖夫婦作超度法事十四天，後在皇宮中設壇為明成祖傳授了無量灌頂，講經譯經。明成祖對噶瑪巴活佛表現了非常的倚重和尊崇，授予了他超過明太祖對藏傳佛教首領加封的慣例的封號。
1407年三月丁已，明成祖封得銀協巴為「萬行具足十方最勝圓覺妙智慈善普應佑國演教如來大寶法王西天大善自在佛」，命他領天下釋教，賜印、誥及金、銀、鈔、彩幣、織金珠袈裟、金銀器皿、鞍馬，並封其徒孛隆逋瓦桑兒加領真為「灌頂圓修淨慧大國師」、高日瓦領禪伯為「灌頂通悟弘濟大國師」、果欒羅葛羅監藏巴里藏卜為「灌頂弘智淨戒大國師」，並設盛宴於華蓋殿，宴請噶瑪巴師徒。噶瑪巴得銀協巴在南京、五臺山等地停留達一年多，於1408年四月辭歸，明成祖賜給他白金、彩幣、佛像等物，派中官護送。
大乘法王
「大乘法王」是薩迦派都卻拉章的貢噶紮西，其為故元帝師貢噶堅贊貝桑布之孫，元封「中興釋教大元國師」大元卻吉堅贊之子。薩迦勢力在藏中失勢之後，遷到達倉宗。貢噶紮西幼年學佛，後到前、後藏朝佛巡禮，講經說法，成為薩迦款氏家族成員在宗教活動方面的代表人物，聲名遠揚。明成祖兩次遣使召他進京。年屆六十的貢噶紮西不聽旁人勸阻，決心進京，其於1412年四月由薩迦寺動身，1413年二月抵達南京。他在多次講論佛法，明成祖封其為「萬行圓融妙法最勝真如慧智弘慈廣濟護國演教正覺大乘法王西天上善金剛普應大光明佛」，賜給管領僧眾、護持釋迦牟尼教法之詔書及金印。此後，他離京去往北京、五臺山等地，然後再回到南京，為明成祖傳授灌頂及經咒、護持等。明成祖賜其銀質喜金剛像、大威德像、鈴、金剛杵等大量法器，再有大藏經、供器、僧帽、袈裟等，以及各種珍寶、金器、銀器、綢緞、大小帳幕、茶葉、牛、馬、騾等財物。貢噶紮西於1414年正月離開朝廷，十二月回到薩迦寺。
大慈法王
明朝時期格魯派興起，釋迦也失代表其師宗喀巴應詔入朝，被封為「大慈法王」。明成祖通過帕竹第悉、內鄔宗本等人的介紹和明朝入藏使者的報告而注意到格魯派的創始人宗喀巴。明成祖二次派人入藏召宗喀巴進京，但召宗喀巴其門下弟子代他入朝進京。
釋迦也失同入藏使者侯顯等啟程前往內地。其經山南、康區、理塘，抵達成都附近。當一行人進入成都府城內時，接到明成祖的詔書，曰：「今聞上師你已離西土，不顧途中風雨烈日寒暑，漸次已行數萬里之遙，前來此處，故朕心甚悅，難以言說。現今複遣人於途中贈禮迎接，以示緣起，以表朕心。」1413年11月，釋迦也失等到達北京城附近時，受到九門提督等官員的歡迎。在大小官員的接送下，釋迦也失下駐海音寺（或法音寺），再次受到明成祖的詔諭，詔諭表示明成祖十分高興釋迦也失「不計數萬里之路，跋山涉水，觸風冒雨，歷盡艱辛前來，」考慮到其「遠途而來，身體疲乏」，諭示釋迦也失面聖時可免行禮。明成祖在大善殿接見了釋迦也失，還為他舉行了盛大的接風宴會，並多次給予賞賜。1415年4月，明成祖「命尚師釋迦也失為妙覺圓通慧慈普應顯教灌頂弘善西天佛子大國師，賜之誥命。」釋迦也失在京期間，用醫藥和傳授灌頂的辦法治好了明成祖的重病。
此外，還在五臺山建了六座寺院，這些寺院按照藏傳佛教格魯派的修行次第修習佛法。1416年，釋迦也失回到拉薩後，建造了拉薩三大寺之一的色拉寺。1425年5月，釋迦也失再次進京（此時明朝已經遷都北京），在北京居住十餘年，期間宣德皇帝封其為「萬行妙明真如上勝清淨般若弘照普慧輔國顯教至善大慈法王西天正覺如來自在大圓通佛」。釋迦也失於1435年在返藏途中去世，享壽82歲。

#### 五大教王
『闡化王』
1406年三月壬辰，明成祖派遣使者齎詔封烏思藏帕木竹巴吉剌思巴監藏巴里藏卜（即紮巴堅贊）為灌頂國師闡化王，賜紐玉印、誥命，仍賜白金五百兩、綺□、衣三襲、錦綺五十匹、彩絹百匹、茶二百斤。以後帕竹政權的歷任第悉，都擁有闡化王的封號。
『贊善王』
1406年，明成祖令智光和尚出使烏思藏，靈藏僧人著思巴兒監藏遣使隨智光來朝，被封為灌頂國師。第二年又被封為贊善王，並賜金印、誥命。贊善王的轄地在今天四川德格一帶。
『護教王』
1406年，館覺地方的政教首領宗巴斡即南哥巴藏卜遣使入貢，被永樂皇帝封為灌頂國師，並賜以誥命。1407年，宗巴斡即南哥巴藏卜派遣使者入朝謝封，又被明成祖封為護教王，並賜金印、誥命，仍享有國師稱號。館覺地方即是今天昌都地區的貢覺縣。
『輔教王』
1413年，明成祖封思達藏地方（今西藏日喀則地區的吉隆縣境內）薩迦派首領南渴烈思巴（按《薩迦世系史》，他是款氏家族成員，全名為南喀勒貝洛追堅贊貝桑布）為輔教王，並賜誥印、彩幣。此後貢使雙方往來不絕，楊三保、侯顯都曾被派往頒賜，而輔教王轄下的許多僧人也都前來朝貢，有的還留在北京任職。
『闡教王』
1406年，止貢地方的止貢噶舉首領鎖南藏卜派使者朝貢，成祖封鎖南藏卜為灌頂國師，賜予衣服、錢幣等優厚的賞賜。1413年，成祖又加封他為灌頂慈慧淨戒大國師，並封其僧人領真巴兒吉監藏為闡教王，賜以印誥、彩幣，命其管理止貢地方。

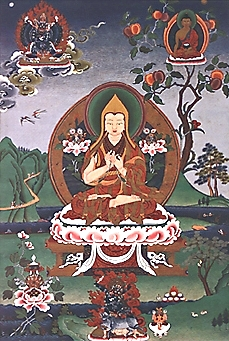
宗喀巴的画像

## 吐蕃對外冊封
西藏學者主張封號是一種外交儀式，並不表示明朝統治吐蕃。達賴喇嘛也給蒙古統治者或清朝皇帝封號。:591578年（明萬曆年間），第三世達賴喇嘛索南嘉措與俺答汗會面，俺答汗為索南嘉錯上尊號為「聖識一切瓦齊爾達喇達賴喇嘛」，為觀音菩薩的化身，此為達賴喇嘛一詞的出處。索南嘉措為俺答汗上尊號為「轉千金法輪咱克喇瓦爾第徹辰汗」，承認他為成吉思汗的化身。1637年（明崇禎年間），第五世達賴喇嘛贈予固始汗「丹增卻傑」（威利轉寫：Tenzin Choekyi Gyalpo，意為「執教法王」）的封號。

## 爭議
學者對明朝是否統治吐蕃或其實際性質存在不同的觀點，常见的觀點如下：

### 明史不確說
美国藏学家特瑞尔·威利（Turrell V. Wylie）因《明史》中未有對格魯派創始人宗喀巴及其黃帽派的記載，而認為作為明朝官方歷史的《明史》受到了審查，從而扭曲了歷史真面目。而且宗喀巴所創立的格魯派，一直到1642年消滅了第悉藏巴政權後才奪取到藏中的權力，而明朝在兩年之後的1644年即被李自成推翻。

### 供施關係說
藏學家達瓦諾布認為明朝皇帝和喇嘛之間的見面是「施主與僧人」之間的進貢，而不只是政治上下屬向上級朝貢的關係。他還認為納貢的項目是佛教用品，而這彰示了「宗教實質的關係」。夏格巴在其《西藏政治史》裡面也說「在蒙古成吉思汗和俺答汗時代，漢人的明朝和滿洲人的清朝，西藏和中國在施主和僧侶的關係上合作得很好」。政協副主席阿沛·阿旺晋美在研究過該書引用藏文的歷史資料或漢文的歷史資料後，認為夏格巴對史料完全採取了斷章取義、取其所需的態度。高馬士認為明朝沒有行使對吐蕃的任何直接的政治控制，納貢的內容幾乎都具有宗教特色。Patricia Ann Berger認為永樂皇帝封授喇嘛主要是想重新確立元朝建立者忽必烈與其帝師八思巴之間建立的中藏關係。艾略特·史伯嶺認為吐蕃喇嘛之所以造訪明廷，多是為了加強喇嘛的大批富貴的隨眾同明朝商人官員之間的貿易。高馬士認為明朝對吐蕃執行一種放任主義政策並限制朝貢喇嘛的隨員的數目，藏人保持對明朝的納貢關係是因為他們從皇帝施主那獲得財富和權力。湯瑪斯·賴爾德也認為藏人急迫地答應明朝的邀請，是因為他們所收穫的禮物的價值要遠大於朝貢物品的本身。
王家偉和尼瑪堅贊認為儘管明朝皇帝確曾向吐蕃藏傳佛教的喇嘛經常施捨財物，然而中國皇帝和吐蕃法王除了保持宗教上的檀越關係之外，更有著政治上的上下主屬關係。明太祖于1374年7月便設西安行都指揮使司於河州，升河州衛指揮使韋正為都指揮使，總轄河州、朵甘、烏思藏三衛。後來又升朵甘、烏思藏二衛為行都指揮使司。當年12月熾盛佛寶國師喃加巴藏卜及朵甘行都指揮同知鎖南兀即兒等遣使來朝，又奏舉土官賞竺監藏等五十六人。明太祖遂設朵甘宣慰司一、招討司六、萬戶府四、千戶所十七，以賞竺監藏等分別為指揮同知、宣慰司使、招討司官、萬戶、千戶等。而除了在藏族地區設置衛所，委任藏族僧俗首領外，明朝還大力封授各派宗教首領和人士，推行僧綱制度，通過宗教加強明朝對廣大藏區的影響。明封「三大法王」和「五大教王」教派囊括當時藏中從東部到西部最有實力的幾大派系，即後藏的薩迦，前藏的帕竹和止貢、在前藏部分地區和西康大部分地區擁有相當影響的噶瑪噶舉；以及在帕竹政權扶植下異軍突起的格魯派。
需要指出的是，明初設置的朵甘、烏斯藏等衛所都屬于羈縻性質，即封賜原地方世襲首領為衛所的官員，和內地行省的流官制不是同類性質的，除了原有的政權外，并沒有實際的衛所機構存在。永樂時期，衛所已退居次席，而代之以對三法王、五教王為首的僧俗首領的大量冊封。明朝規定只有朱姓才可以封王，對於其他民族的政治首領，在他們表示臣服明朝的條件下，也可以被封為王。而明朝封給藏人首領的王號，既有掌管一方地區行政得世俗的王的成份，也有與宗教的法王相類似的成份。三法王和五教王中的三位都在烏斯藏，而明朝在烏斯藏是否設過僧綱司，學術界對此尚無研究，但從史料記載看，明朝在烏斯藏地區有封授都綱的官職給一些藏傳佛教的僧人。但是由於僧綱司往往依附于法王、教王之下，加上明朝中葉以后烏斯藏地區各地方勢力和教派勢力的鬥爭日益尖銳，僧綱司在烏斯藏地區實際上難以發揮明朝政府所期望的管束僧眾的作用，因此烏斯藏的僧綱司系統在藏漢文史料中都缺乏詳細的記載。

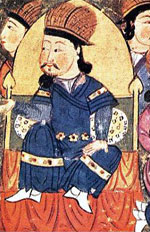
「順義王」——俺答汗

### 明無興趣說
米凱爾·范·瓦爾特·范·普拉赫認為除了「喇嘛-施主」的關係之外，明朝對吐蕃沒有多少興趣，並把吐蕃看成一個西方獨立的王國。杜齊卻認為雖然「除了少數幾個皇帝之外，明朝都沒有像元朝那樣尊崇佛教，但這並不使他們放棄對吐蕃的主權，相反地他們繼續主張擁有蒙古在吐蕃時的主權。」在明朝建立的第二年，明太祖朱元璋就兩次派員持詔諭前往吐蕃，著令吐蕃各部歸順明朝，「令各族酋長舉故官，至京授職」。洪武三年四月，明太祖在冊封諸皇子為藩王時，因是年藏區尚未歸附，故而推遲了奉賞功臣的典禮。高淑芬和陳慶英由此認為明太祖對爭取藏族地區是非常重視的。1371年，世襲吐蕃的元鎮西武靖王卜納剌就攜帶元朝頒發的印信，到南京向明朝納款，表示歸順。明朝在收繳了元朝授予他的印信后，任命他為靖南衛指揮同知。同時，故元攝帝師朗喀貝桑波亦於洪武六年到南京入朝歸順，其被封為熾盛佛寶國師，賜予玉印一顆。于此，明太祖下詔諭曰：

我國家受天明命，統馭萬方，恩撫良善，武威不服，凡在幅員之內，咸推一視之仁。近者攝帝師喃加巴藏卜以所舉烏思藏、朵甘思地面故元國公、司徒、各宣慰司、招討司、元帥府、萬戶、千戶等官，自遠來朝，陳請職名，以安各族。朕嘉其誠達天命，慕義來廷，不勞師旅之征，俱效職方之貢，宜從所請，以綏遠人。以攝帝師喃加巴藏卜為熾盛佛寶國師，給賜玉印；南哥思丹八亦監藏等為朵甘、烏思藏武衛諸司等官，鎮撫軍民，皆給誥印。自今為官者，務遵朝廷之法，撫安一方；為僧者，務敦化導之誠，率民為善，以共樂太平。

王家偉和尼瑪堅贊因此認為「開國不久的明朝，通過下發詔諭、接受入朝、封授官職等方式，很快就使元朝時期藏區各地的政教首領和官員們臣服，從而把全國藏區置於朝廷的統一治理之下，對原先歸屬元朝的西藏地方取得了統治權。」史伯嶺则認為“明朝第一位皇帝发送给藏人的通知明朝已经建立的信件，类似于由他发送给其他外国的信件，证明了明朝统治者并不认为吐蕃是‘中国’的；在里面，皇帝将吐蕃当作一个非常獨立於中国的国家。”《劍橋中國明代史》也认为没有什么证据能证明其后的永乐皇帝曾有试图（像元朝那样）重建对西藏的统治的意图。Smith认为明朝早期或許希望與吐蕃建立像元朝一樣的政治關係，但實際上明朝除了希望吐蕃能夠對蒙古施加影響之外，對吐蕃並沒有太多興趣。而且吐蕃与蒙古持续保持下来的关系要比明朝与吐蕃的关系在政治上要強得多。
明末時期，蒙古人在吐蕃勢力日漸強大。第一世、二世達賴喇嘛被認為沒有和明朝有任何聯繫。而這前兩世達賴喇嘛是自索南嘉措於1578年被蒙古俺答汗尊為「聖識一切瓦齊爾達喇達賴喇嘛」而成為「第三世達賴喇嘛」之後，死後由索南嘉措追封為第一世、二世達賴喇嘛的。高馬士因此認為明朝皇帝對吐蕃態勢表現出「明顯的漠不關心」。他還認為明朝對吐蕃缺少關心使得蒙古人能抓住機會重掌吐蕃和填充其政治真空。湯瑪斯·賴爾德則說，在大量蒙古人轉為信仰藏傳佛教之後，中國人只是帶著興趣觀看著，但幾乎沒有中國人篤信藏傳佛教。

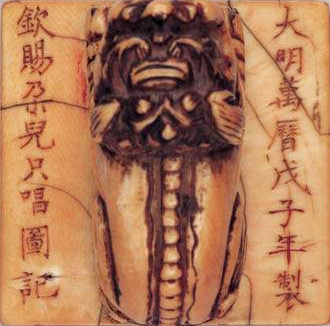
明神宗賜予三世達賴喇嘛的「朵兒只唱圖記」

然而尊索南嘉措為「達賴喇嘛」的俺答汗，其已於1571年臣服於明朝，被授予「順義王」封號。（但Smith認為俺答汗仍處於明朝的統治範圍之外。）俺答汗同時勸索南嘉措向明朝納貢，於是索南嘉措寫信給明朝內閣首輔張居正請求准予確立朝貢關係，信中稱：「我保佑皇上，晝夜念經…我與皇上和大臣晝夜念經，祝贊天下太平，是我的好心。」1579年8月至9月，明朝准許三世達賴喇嘛定期入貢，並於1587年十月定卯，授予三世達賴喇嘛「朵兒只唱」（Dorjechang，意為「金剛持」）的名號，給予敕命圖書，並邀請他到北京，但是三世達賴喇嘛接受邀請後於1588年在去往北京的途中去世。（也有回西藏的途中的說法）湯瑪斯·賴爾德則記載索南嘉措在知曉萬曆皇帝邀他進京後，因早前的責任而對皇帝的邀請表示婉拒，儘管當時他離北京只有400公里。
1616年三月，萬曆皇帝派專人進藏，封四世達賴喇嘛索南羅追以「普持金剛佛」的封號及印信，並邀請其去漢地。冊封使團在哲蚌寺的大經堂受到接待。索南羅追為建立緣起，接受了邀請。此外，《四世達賴喇嘛傳》也記載：「火龍年（1616年）三月，明朝萬曆皇帝派來了以索南羅追為首的許多漢人，賜予達賴喇嘛‘普持金剛佛’的封號、印信和僧官制服。他們將達賴喇嘛迎請到哲蚌寺的甲吉康（漢人公所）裡…轉達了明朝皇帝邀請他去漢地的旨意。達賴喇嘛為締結善緣，接受了邀請。」但在他真正準備動身前，1616年12月四世達賴喇嘛在哲蚌寺突然圓寂，時年28歲。當時傳言說四世達賴喇嘛是被藏巴汗彭錯南傑派人害死的，因為其二者之間的權力鬥爭。

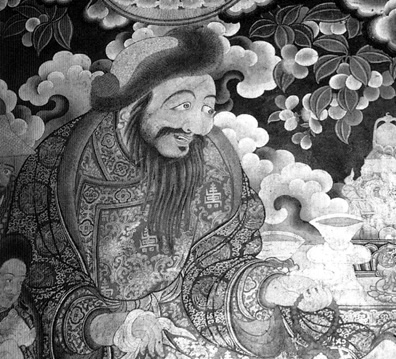
幫助五世達賴喇嘛奪取藏中政權的固始汗

### 名義統治說
特瑞爾·威利認為明朝對吐蕃眾多喇嘛毫無鑒別的「封王」不應視為延續元朝的分封，因為蒙古人扶持的薩迦政權在明朝建立之前已經被帕竹政權推翻了。Helmut Hoffman認為明朝通過接受朝貢和冊封喇嘛來對吐蕃維持表面上的宗主關係，但無力介入吐蕃的治理。梅爾文·戈爾茨坦認為明朝冊封已經擁有權力的藏人，僅僅是承認政治現實，與蒙古的冊封賦予實權不同。黎吉生則認為明朝沒有對吐蕃統治家族（帕木竹巴、仁蚌巴、藏巴汗等政權）的承繼有控制權。杜齊亦認為「漢族對吐蕃的主權只限於從法律上批准和承認那些事實上已存在的特權和權力。明朝自然想更換前代的封文，他們幾乎認可了所有元代的封文，承認了高官顯貴們的世襲權。只有少數例子他們猶疑不決過或者乾脆拒絕任命某些合法的職位佔有者。」谭其骧教授認為“明朝对东北辽东边墙以外，对青藏高原的统治是很薄弱的，只是一种羁縻关系而已，真正的统治是谈不上的。我们要说老实话，现在把明朝对西藏关系来比之于元朝对西藏的关系，清朝对西藏的关系，这是不行的，是远远赶不上的。”
明朝對吐蕃政權更迭没有任何反应。第一任闡化王扎巴堅贊手下的大臣諾布桑波嗣任仁蚌宗宗本后，就開始大規模擴張仁蚌家族的領地。之后仁蚌家族通過和朗氏家族通婚，逐漸掌握了帕竹政權的實權，甚至到了能操縱幾任帕竹第悉廢立的程度。諾布桑波的父親南喀杰波曾在1416年被封為領思奔（即仁蚌）行都指揮使司的都指揮僉事，諾布桑波承襲了這一職務，但之后直到仁蚌巴覆滅的一百余年中，仁蚌家族掌握了前后藏的實際統治權，卻再沒有請求明朝的封賜。而明朝對闡化王的權力和領地被篡奪也毫無辦法，所能做的只是承襲舊制，繼續冊封后續帕竹繼承人為闡化王而已。仁蚌家族在1565年被新崛起的辛廈巴才旦多吉擊敗，才旦多吉的孫子彭措南杰于1618年控制了前后藏，建立了藏巴第悉政權，以及之后彭措南杰之子噶瑪丹迥旺波在1642年被蒙古和碩特部的固始汗擊敗，固始汗擁戴五世達賴喇嘛建立甘丹頗章政權，也同樣沒有和明朝建立聯繫。
但是，明朝對吐蕃採取「因俗而治、眾建多封」的辦法。根據明朝的政治制度，吐蕃政教首領進京朝貢的事務由禮部負責，重要管理的任免由吏部負責，更重大的事件則由皇帝直接處理。徐明旭認為，由於歷史的慣性作用，西藏的僧俗首領都把取得中國皇帝的封賞當做向他人證明其合法性的必要條件。反之，明朝對不承認其權威的首領進行懲罰。例如闡化王阿格旺布請明朝皇帝敕封，使者到時他已去世，喇嘛們就要求明朝使者將他的「敕文」轉交其子阿旺札西札巴，違反了明朝規矩。明朝即令四川巡撫將敕封使者逮捕至京要斬首。後明廷諒使者也是藏人，不懂明朝規矩，改為充軍陝西。阿旺札西札巴於1518年正式擔任第悉，1563年明朝才敕封為闡化王。而輔教王南渴烈思巴（薩迦派首領，款氏家族成員，全名為南喀勒貝洛追堅贊貝桑布）1456年，南渴烈思巴派遣使者來朝貢，上陳自己年老，請求以其子喃葛堅粲巴藏卜代替其位，因此得到皇帝允許，賜以誥印、金冊、彩幣、袈裟、法器等。1388年，帕竹政權灌頂國師鎖南札思巴噫監藏卜上表稱病，推薦其弟吉剌思巴監藏巴藏卜代其職，明太祖亦許之。《明實錄》還記載1431年，鎮守河州（今甘肅境內）都督同知劉昭奏：「羅思囊族西番千戶阿失吉為親弟工噶所殺，而據其地，按問已引服，當斬。」上曰：「殺兄非常罪，斬之。梟其首以徇，使遠人知其法。」羅思囊族是甘肅的藏族部落，金暉因而認為明朝能執掌吐蕃的執法權。《明史》劉昭列傳並未記載此事。第悉藏巴的彭措南杰之所以被十世噶玛巴却英多吉指定为前后藏的统治者，亦是因为该黑帽系拥有明朝明代宗赐予的诏书，诏书规定噶玛巴可以委任适合的人员担任僧俗官职。但也有說法是：藏巴汗於1618年率兵攻入內鄔棟王宮，徹底推翻了帕竹政權，正式宣布噶瑪噶舉派黑帽系第十世法王卻英多吉為第司，將首府設在日喀則，但實際權力仍控制在藏巴汗手上。
1413年，大乘法王貢噶札西進京為爭取明成祖發佈命令讓帕竹政權把薩迦大殿交還給薩迦派掌管。《江孜法王傳》記載：尤其是在這一年（1413年，藏曆水蛇年），燕王皇帝陛下派侯大人、宋大人為首的五位宣旨大人攜帶…命前藏人（帕竹首領）把薩迦大殿交還給薩迦法座的詔令。1413年5月，明成祖派侯顯等人從京城出發進藏，以向烏思藏許多首領傳達旨意，其中帶去了命令帕竹第悉交出薩迦大殿給予原主薩迦派的詔書，12月侯顯等人到達吐蕃，在頗章孜宣讀詔書，薩迦派舉行了十分隆重的慶典。陳慶英認為此事則反映出明朝中央對吐蕃政教勢力之間的爭執有決定處理的權力，吐蕃薩迦派和帕竹派之間長期未能解決的問題是由明朝皇帝發佈詔書才實際解決的。而1407年，明成祖令闡化王與護教王，贊善王及藏區各地首領恢復從前後藏到河州的沿途驛站。1414年又派宦官楊三保入藏。「令闡化、護教、贊善三王及川卜、川藏等共修驛站、諸未復者盡復之」。所謂恢復驛站，除了驛站設施的修復外，同時也要令沿途藏區籍民供應徭役。1410年，明成祖發佈上諭對吐蕃掌握政權的人士和各個教派的首要的高僧大德等僧俗貴族賜予官爵、名號，發給讓他們掌管一方權力的詔書，而且還規定「不遵聖旨，法律絕不寬貸」。恰白·次旦平措因此認為「在這個基礎上，明朝的歷代皇帝對吐蕃的政教大事的管理情況可以清楚地反映出來。」但史伯嶺则认为「无论是西藏史料还是中国史料中都没有任何迹象表明这些（被明朝廷封授过的）藏人是代表明廷行使权力或行事的。坦白地说，明朝在西藏并无政治权威 - 明朝并没有在西藏设置任何条例或法令，或是在西藏征税，等等。」

### 外藏獨立說
達瓦諾布說中共學者認為明朝基本沿用了元朝的舊制去統治藏區，但他認為這項政策在安多、康區（即「内藏」）是真的，然而不適用於烏思藏、阿里（即「外藏」），這些地區先後是被「三個相繼的民族主義政權」所統治。湯瑪斯·賴爾德認為「現在中國用明朝與西藏東部首領的聯盟作為明朝統治了西藏的證據，但事实上在蒙古人離開後明朝并沒有派軍隊代替他們的位置」。
洪武初年，明太祖為安撫應招前來歸附朝貢的藏區各僧俗首領，逐授予他們以各種官職和封號，這些官職大抵有：烏思藏或朵甘思都指揮司同知、指揮僉事、宣慰司使、巡檢司巡檢、招討司官、萬戶、正副十戶、百戶等等。而「五大教王」的贊善、闡教、闡化、輔教四王皆出自藏西的烏思藏。大明成化六年，明朝作出四項規定。第一項便是限制這四王只得三年一貢。佐藤長亦言到「最早的三大法王其勢力範圍各自佔有東部、中部和西部西藏。明朝一向熟知在此三大地域中最大宗派為准，其設置了三大法王，於其間的小空間配置了五名教王，當是依據當時西藏的現實、瞭解了全部情況後的決策。當我們知道這些教王的封爵幾乎都在永樂時代授予時，對於明成祖關於西藏的政策推行得如何妥當，更加感歎不止了。」

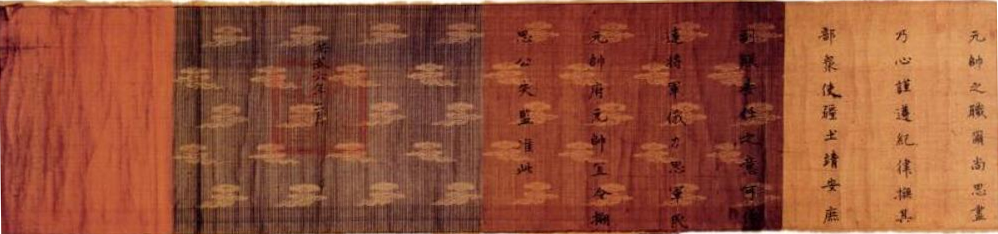
明太祖封搠思公失監為俄力思軍民元帥府元帥而下的詔諭

1373年，明太祖下詔封搠思公失監為俄力思軍民元帥府元帥職。中國國家檔案局於2008年從檔案中找出15條史料，想要證明中國政府有效管轄西藏七百多年，此詔書是其中明代的兩條史料之一。但是明實錄並未記載此詔書，而是在兩年之後（1375年）才記載成立俄力思軍民元帥府，任命官員。因此搠思公失監於1373年可能並未奉詔。史伯嶺認為，這顯示了這種儀式性的任命並不代表聽命臣服於明朝。
而對於烏思藏的人事任命，明代的歷史典籍中的記錄亦不勝枚舉。如1385年正月丙寅，明太祖授西番班竹兒為烏思藏都指揮使。正月壬午，以烏思藏俺不羅衛指揮使古魯監藏為烏思藏衛俺不羅衛行都指揮使司指揮僉事。1426年十月丙寅，明宣宗升烏思藏公哥兒寨官忍昝巴、札葛爾卜寨官領占巴、頭目昝卜巴俱為都指揮僉事，給賜銀印、誥命。等等。
| 明朝在烏思藏的軍事設置 | 明朝在烏思藏的軍事設置                                                                                     | 明朝在烏思藏的軍事設置       | 明朝在烏思藏的軍事設置 | 明朝在烏思藏的軍事設置 |
| 機構名稱               | 沿革 | 治所今址                     | 東經                   | 北緯                   |
| ---------------------- | --- | ---------------------------- | ---------------------- | ---------------------- |
| 烏思藏都司             | 洪武六年二月癸酉（1373.2.23）置烏思藏衛都指揮使司，七年七月己卯（1374.8.24）升烏思藏衛為烏思藏行都指揮使司 | 西藏自治區拉薩市             | 91.1                   | 29.7                   |
| 帕木竹萬戶府           | 洪武八年正月庚午（1375.2.10）置                                                                            | 西藏自治區乃東縣             | 91.9                   | 29.2                   |
| 必力工瓦萬戶府         | 洪武六年二月癸酉（1373.2.23）置                                                                            | 西藏自治區墨竹工卡縣東北梯格 | 92.2                   | 30.2                   |
| 俄力思軍民元帥府       | 洪武八年正月庚午（1375.2.10）置                                                                            | 西藏自治區阿里地區           |                        |                        |
| 俺不羅行都司           | 洪武十八年正月壬午（1385.3.1）置                                                                           | 西藏自治區浪卡子縣           | 90.4                   | 28.9                   |
| 牛兒宗寨行都司         | 永樂十一年二月己未（1413.3.11）置                                                                          | 西藏自治區拉薩市西乃烏溪     | 91.1                   | 29.6                   |
| 領思奔寨行都司         | 永樂十一年二月丁巳（1413.3.9）置                                                                           | 西藏自治區仁布縣             | 89.9                   | 29.3                   |
| 仰思多萬戶府           | 洪武十五年二月丙寅（1382.2.14）置                                                                          | 西藏自治區江孜縣             | 89.6                   | 28.9                   |
| 沙魯萬戶府             | 洪武十八年正月丁卯（1385.2.14）置                                                                          | 西藏自治區日喀則市東南沙魯寺 | 89.0                   | 29.1                   |
| 著由萬戶府             | 永樂七年二月甲戌（1409.2.15）置                                                                            | 西藏自治區隆子縣東南桑波欽   | 92.7                   | 28.5                   |
| 答籠千戶所             | 洪武八年正月庚午（1375.2.10）置                                                                            | 西藏自治區林國縣北打龍寺     | 91.2                   | 30.1                   |
| 葛剌湯千戶所           | 洪武十八年己月丁卯（1385.2.14）置                                                                          | 西藏自治區扎囊縣             | 91.3                   | 29.2                   |

明朝并未在烏思藏地区驻军，对于明朝在烏思藏地区设置的軍事结构，史伯嶺認為这些「几乎完全只存在于纸面上」。他表示，「明朝为西藏设置的主要行政单位是位于河州的西安行都指揮使司，但河州位于甘肃，离烏思藏很远。同时西安行都指揮使（理论上總轄河州、朵甘、烏思藏三衛）韋正之名在任何西藏史料中都無法找到，在中国的史料中也很少提及。很明显这个所謂的行政单位只是對邊疆進行禮節上的統治。因此，明代史料中描述的对藏人的封授并不能认为明朝在西藏拥有实际的政治权力。」《劍橋中國明代史》亦指出：「無論是在經濟領域，還是在政治領域，西藏人都未覺得他們是明朝廷臣民。另外，他們無須中國（明朝）居中調解而維持著與其他國家和民族的關係。」

### 休兵無戍說
伊佩霞認為吐蕃猶如朝鮮等明朝的鄰國一樣，對明朝是朝貢體系下的身份，而明朝對之並不設置軍隊。湯瑪斯·賴爾德則說「在蒙古軍隊離開吐蕃後，明朝軍隊沒有替代他們」。王家偉和尼瑪堅贊也說明朝「對西藏地方的治理，雖然也有嚴厲之處，如對犯法的西藏地方官員判罪處刑等，但沒有像元朝那樣派兵攻打西藏以及經常在藏駐紮軍隊等。」達瓦諾布認為明朝致力於應付北方蒙古的威脅，沒有更多的軍事力量來強化它繼承元朝的各片領土主權的主張；相反，明朝以「儒家式的外交手段」對外進行大量封賞饋賜。史伯嶺則說明朝和吐蕃之間微妙的關係是最後一次「一個統一的中國不得不處理一個獨立的吐蕃」，明藏之間邊界存在潛在的軍事衝突，明朝對外政策的吐蕃部分，其終極目標不是以征服為目標，而是避免任何形式的威脅。
1370年，明軍攻佔河州，次年在當地設立軍事衛所河州衛，任命原吐蕃宣慰使何鎖南普為衛指揮同知，其子孫世襲其職。1374年，明太祖在河州設置西安行都指揮司，轄區最初包括整個藏區，後專管今青海東部，甘肅南部和四川北部的藏區。在次第平定川西之後，明朝在川西設置茂州、威州、汶州等州縣以流官管理民政，龍州等府以土官管理民政，並設置茂州衛、松州衛、威州衛、洮州衛、岷州衛等管理地方的軍政。1373年，明朝設置朵甘衛。後升朵甘衛為朵甘行都指揮使司，轄區包括今青海南部、西藏東部和四川西部的藏區。而對於烏思藏和阿里地區，明朝沒有派駐軍隊，而是派許允德進藏招諭吐蕃十八族歸順，烏思藏攝帝師喃加巴藏卜則於1372年親到南京表示歸順。同年，明太祖朱元璋派員入藏，封帕木政權二代第悉釋迦堅贊為灌頂國師，賜玉印。次年，釋迦堅贊派人朝貢。在此情形下，明朝於1373年設置烏思藏衛，後再升為烏思藏行都指揮使司，轄區包括今西藏大部。1375年，明朝再設立俄力思軍民元帥府，轄區為阿里地區。由此，元朝的烏思藏納里速古魯孫等三路宣慰使司都元帥府轄地都劃入明朝轄區。對於明朝沒有在烏思藏派駐軍隊，牙含章則解釋為「當時統治西藏地方的帕竹政權和平地規順了明朝中央政權，‘不勞師旅之征’，後來西藏地方也沒有遭到嚴重的外敵入侵事件，國防始終安全，所以明朝中央政權沒有必要向西藏派駐軍隊。」達瓦諾布則指出卫藏（烏思藏與阿里）地区100多年处于持续的动荡状态。即使如此，明朝自始至终未向这些地区出兵。相反，「如果是元朝，他们将会对外藏（即卫藏）地区进行军事干涉来保护他们所喜欢的喇嘛政权，或是為了展現他們對一个被征服的地区的政治慾望。」
明初时期，明朝亦數次在青海、四川等地的藏区用兵平亂。1373年5月，鄧愈和皇帝一個養子沐英受命進行一次懲罰性的討伐，目的在嚴懲拒不承認明朝統治的一位吐蕃或藏族酋長。討伐軍深入今青海湖地區，甚至西進遠到崑崙山。鄧愈捨命地追趕這個酋長和他的徒眾，斬殺了數以千計的人，俘獲了十餘萬頭牲口。沐英也因此被封為侯爵。1378年11月，已經封侯的沐英再次被任命帶領討伐軍去平定西藏和四川的動亂。到了1379年10月，沐英共俘敵3萬名和20萬頭家畜。1390年，四川地區的左軍都督瞿能在藍玉的指揮下同樣被派往征討侵襲四川的藏人。然而，没有证据显示明军曾进入卫藏地区。達瓦諾布表示，「卫藏地区在长达几乎130年的时间内处于混乱状态，但明朝却未发兵去征服吐蕃或者向吐蕃派驻军队。明朝在这期间对吐蕃的反应是典型的儒家对‘西域’的反应。」
明朝后期，卫藏各种政治势力纷纷联络引入蒙古各部的力量，战乱不休。比如1621年格魯派請來在青海的土默特蒙古軍隊在拉薩打敗第司藏巴的軍隊，噶瑪丹迥旺波繼任第司藏巴后，聯絡在青海的卻圖汗共同對付格魯派，而五世達賴喇嘛和四世班禪共同聯絡在新疆的和碩特蒙古固始汗，最終消滅了第司藏巴和康區的白利土司，統一了藏區。

### 外交換馬說
宋代以來，漢、藏地區間逐漸形成茶馬互市關係。濮德培認為漢地自身不能出產足夠的強壯軍馬，從而需要靠邊疆的衛所維持政府主導的「茶葉-馬匹」交易市場。而藏人也需要大量茶葉，不僅是日常的飲用也同樣用於宗教儀式的活動。明朝政府因此在今甘肅臨夏、天水、臨潭、四川雅安、松潘等漢、藏交界的地區專門設立茶馬司，統一管理茶馬市場。王家偉和尼瑪堅贊因此認為「明代茶馬互市的日趨繁榮，不僅密切了藏、漢兩族以及藏族與其他兄弟民族之間的經濟關係，也進一步加強了明朝中央政府統轄西藏地方的政治地位。」然而，范·普拉赫認為明朝皇帝只是滿足于同吐蕃統治者維持友好的關係，並互派外交使團以處理中國對馬匹的急需。《劍橋中國明代史》将永乐年间明朝与西藏的关系归类于明朝的“对外关系”中的，和对蒙古的关系并列。王家偉和尼瑪堅贊反對將藏區派遣來京人員稱為「外交使團」，因為吐蕃的烏思藏與朵甘司是明朝中國的兩個轄區，這兩區中的政教首領是受明朝敕封、臣屬於皇帝的官員，他們本人或派員赴京，是中國內部的事，是「內交」而非「外交」。此外，王家偉和尼瑪堅贊還批評范·普拉赫將「進貢回賜」與「茶馬互市」、「徵發馬賦」混為一談，因為明朝獲取所需馬匹的兩個主要途徑，一是「茶馬互市」，一是「徵發馬賦」。茶馬互市，是以茶為報酬換取馬匹；而徵發馬賦，是賦役性質，亦由官府給以一定的酬值。然而明朝對烏思藏地區徵收的賦稅額度很小，常賦每年僅徵取200匹馬匹。明朝政府規劃一定的土地，由藏民專事放牧養馬，到期向政府交納一定數量的馬以領回相應的涼茶和其他生活用品，政府不再征派其他的捐稅。明朝政府還使用「金牌信符」的方式保證茶馬互市中的廉政。「金牌信符」被授予征馬官員和藏民，凡要征馬，必須以符印對驗牌納馬換茶。

### 帕竹離心說
有明一代，帕木竹巴政權在明代保持著對吐蕃主要地區的控制權，其首領稱為「第悉」（degsi）。帕竹政權第一代第悉是絳曲堅贊。他元朝時是吐蕃所封的十三個萬戶長之一，獲皇帝「賜子孫可以世襲之誥敕」。1349年絳曲堅贊派使者到大都朝貢，元順帝封其為大司徒。絳曲堅贊採取了松贊干布時期的行政規劃，改元朝時的十三萬戶為十三個「宗」（dzong），首領稱「宗本」（dzong dpon），由絳曲堅贊直接任免。宗谿制度（“谿卡”意為“莊園”，行政上與宗同級）成為藏區的行政組織，甘丹頗章政權取代帕木竹巴之後依然沿用此行政制度，直到1959年藏区骚乱後才廢除。《劍橋中國明代史》認為「絳曲堅贊的目的是重建唐代的前吐蕃王国，重新树立藏人的民族主义和消灭蒙古宗主权的一切痕迹」。范·普拉赫更說絳曲堅贊的志向是通過重置世俗機構以「重建吐蕃帝國時代的榮耀」、「推廣國家的文化與傳統」。

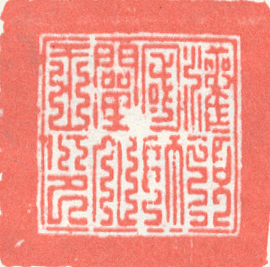
「灌頂國師闡化王」之封印

但在西藏的所有史料中，「絳曲堅贊」一名前面絕大部分都被冠以「大司徒」或「司徒」的元朝官名，而很少冠以西藏本地的「第悉」官職名。王家偉和尼瑪堅贊因此認為「被中央政府授封的‘大司徒’官職，對他來說，較之西藏地方的‘第悉’官職更為重要，更需經常見諸書文。有了皇帝所封的此一官職名稱，絳曲堅贊的身份大為提高，統治西藏地方更為有力。從這裡也證明了元末朝廷和西藏帕木竹巴王朝之間仍是上下主屬關係。」絳曲堅贊本人亦在遺囑中說道：「過去均受東方皇帝關懷，如果繼續關懷，則應遵從皇帝法令，迎送宣旨之欽差。」王家偉和尼瑪堅贊認為「絳曲堅贊對元朝皇帝的尊崇之情已極為明顯，根本沒有獨立於朝廷之外的意思。」
至明朝時期，絳曲堅贊的侄子釋迦堅贊世襲為帕木竹巴政權的第二代第悉，控制住烏思藏大部分地區。明朝剛一開國，就對吐蕃最有權力的貴族帕木竹巴給予特殊的優待。明軍1370年攻克河州後，河州衛在瞭解過烏思藏的情形下，向明太祖建議對釋迦堅贊給以封賞，明太祖於是下詔封給他「灌頂國師」之號，並遣使賜玉印及彩緞、表裏。藏文史籍《王統世系水晶明鑒·賢者頸飾》亦記載：大皇帝封章陽大國師為…貢瑪傑波大司徒勤國，賜灌頂國師名位和印信，詔令吐蕃三區僧俗百姓知曉。而釋迦堅贊則於1373年正月遣使入朝，貢以佛像、佛書、舍利。而公元1406年，明成祖更加敕封第五代第悉札巴堅贊為「灌頂國師闡化王」，賜玉印、白金、誥命、錦帛、巴茶等，命其掌管吐蕃三個卻喀的百姓。《王系幻化鑰匙》同時記載：大明皇帝燕王向札巴堅贊頒賜了金印和王的詔書。「闡化王」則是明封五王之首。以後帕竹政權的歷任第悉，都擁有闡化王的封號。明朝還對宗本制度的各「宗本」分授官職。如札巴堅贊屬下的貴族、柳梧宗本南喀桑布、仁蚌宗本南喀傑波，都被明朝封為烏思藏行都指揮使司的都指揮僉事，賜給誥印，使各宗本成為朝廷的命官。
帕竹政權的每一代新舊第悉的換任都向明朝呈請批准，給與敕書，更換信印。帕竹政權每三年需向明朝進貢一次「方物」。1407年，朝廷特諭帕竹政權闡化王吉剌思巴監藏巴里藏卜，會同護教王、贊善王等藏族首領，主持複置驛站事宜，以通使者。同時還派遣陝西行都司都指揮同知等人赴吐蕃「設立站赤，撫安軍民」。1414年，明朝又遣中官楊三保持諭闡化王及甘、青、川等地藏區大小首領，「令所轄地方，驛站有未復舊者，悉如舊設置，以通使命」。內地與吐蕃地区的交通驛站經過這樣多次的修復與增設，「自是道路畢通，使臣往還數萬里，元虞盜賊矣」！ 而明朝對藏的影響也體現在於帕木竹巴對吐蕃官員的職位和薪俸的嚴格分配都仿明制，在各級官員服裝佩戴的詳細規定方面，每個官員都有一種特別及個人的服裝和標誌。
但是，史伯嶺认为「明朝对藏人的封授以及与受封者的交流明显被明朝视为外交事务，这些事务是一個同处理南洋国家事务的外交部门負責的。不能将这些简单的封授宣称为明朝对吐蕃拥有主权。研究過这些封授事件之後可以清楚看到，封授的接受者在受封前已经在吐蕃持有权力或影响力。因此，这些封授并未赋予权力，而是承认已有的权力，故这些封授只能被看作是类似于一种時常可見的一个国家对另一个国家的国民封授荣誉、职位或奖励的情况。」《劍橋中國明代史》亦提到「根据西藏的史料，得银协巴在他逗留南京期间曾劝说永乐帝不要试图重建对西藏的统治。没有什么证据能证明永乐帝曾有此意图；一切迹象表明，得银协巴是作为一个具有巨大实力的宗教人物而被邀请的。」
| 帕竹政權十一任第悉受封一覽 | 帕竹政權十一任第悉受封一覽     | 帕竹政權十一任第悉受封一覽 | 帕竹政權十一任第悉受封一覽                                     | 帕竹政權十一任第悉受封一覽 |
| 今通譯名                   | 明史譯名                       | 生卒年份                   | 受封情況                                                       |                            |
| -------------------------- | ------------------------------ | -------------------------- | -------------------------------------------------------------- | -------------------------- |
| 絳曲堅贊                   |                                | 1302-1364                  | 元順帝至正十七年，受封為「大司徒」                             |                            |
| 釋迦堅贊                   | 章陽沙加監藏                   | 1340-1373                  | 明太祖洪武五年，受封為「灌頂國師」                             |                            |
| 札巴強曲                   | 吉剌思巴賞竺堅藏巴藏卜         | 1356-1386                  | 明太祖洪武十二年，受封為「帕木竹巴萬戶長」                     |                            |
| 索南札巴                   | 鎖南札思巴噫監藏               | 1359-1408                  | 明太祖洪武二十一年，受封為「帕木竹巴灌頂國師」                 |                            |
| 札巴堅贊                   | 吉剌思巴監藏巴巴藏卜           | 1374-1432                  | 明成祖永樂四年，受封為「灌頂國師闡化王」                       |                            |
| 札巴迥乃                   | 吉剌思巴永耐堅藏巴藏卜         | 1414-1448                  | 明英宗正統五年，「嗣其世父為闡化王」                           |                            |
| 桑結堅贊                   | 桑兒結堅藏巴藏卜               | 1396-1468                  | 明英宗正統十一年，「借襲闡化王」                               |                            |
| 貢噶雷巴                   | 公噶列思巴中奈領占堅參巴兒藏卜 | 1468-1495                  | 明憲宗成化五年，「襲其父王爵」                                 |                            |
| 阿格旺布                   | 阿吉汪束札巴                   | 1438-1510                  | 明孝宗弘治十年「乞襲封闡化」，同年受封                         |                            |
| 阿旺札西札巴               | 阿汪札失札巴堅參巴藏卜         | 1499-1571                  | 初擅封之位被廢，明世宗嘉靖四十二年正式受封                     |                            |
| 卓尾貢波                   | 札釋藏卜                       | 1568-1618                  | 明神宗萬曆七年「乞賜職」，「加稱烏思藏帕木竹巴灌頂國師闡化王」 |                            |

### 宗喀巴拒邀說

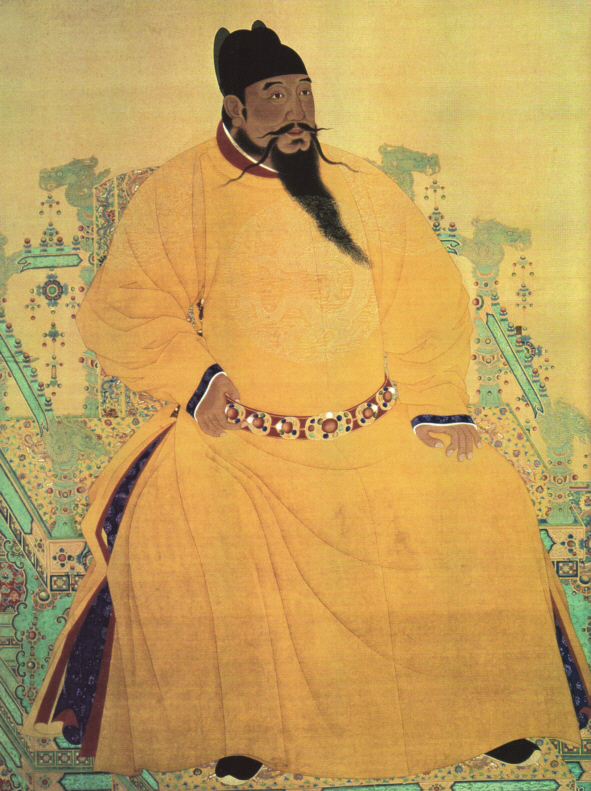
永樂皇帝朱棣

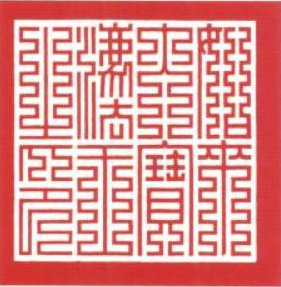
大寶法王的封印

宗喀巴是黃帽格魯派的創始人。1407年，明成祖遣使邀請宗喀巴前往南京並納貢，但宗喀巴因年老體弱，經不起長途跋涉，加上正忙於修建三大寺，對皇帝的邀請表示婉拒。同時，1408年六月，宗喀巴給明成祖寫了一封回信，請明朝的使者帶回。在這封回信裡，宗喀巴對收到皇帝賜予的大量禮品表示衷心感謝，對皇帝的邀請則予以婉拒，表示：

余非不知此是大地之大主宰為佛法著想之諭旨，亦非不遵不敬陛下之詔書，但我每與眾人相會，便發生重病，故不能遵照聖旨而行，惟祈陛下如虛空廣大之胸懷，不致不悅，實為幸甚！

1413年，明成祖命使者侯顯等再次齎詔入藏召請宗喀巴。宗喀巴對眾使者解釋說「自己去漢地的阻礙大而必要性小」，他並給皇帝寫了說明情況的回信，準備了回贈的禮品，請使者們帶回。因此，「很可能是明朝的使者們想到了請宗喀巴派一名弟子代替他入朝的辦法」，於是侯顯等使者請宗喀巴派一名殊勝弟子前往並得到宗喀巴同意後，釋迦也失遂同侯顯等同行前往內地。1413年11月，宗喀巴親傳弟子釋迦也失作為其師的代表到達北京城附近，永樂帝派人送來聖旨，對釋迦也失「不計數萬里之路，跋山涉水，觸風冒雨，歷盡艱辛前來，」表示十分高興，考慮到上師「遠途而來，身體疲乏」，諭示上師面聖時可免行禮。1415年4月，明成祖「命尚師釋迦也失為妙覺圓通慧慈普應顯教灌頂弘善西天佛子大國師，賜之誥命。」1425年5月釋迦也失再次到北京，在北京居住十餘年，此期間宣德皇帝封他為「萬行妙明真如上勝清淨般若弘照普慧輔國顯教至善大慈法王西天正覺如來自在大圓通佛」。

### 噶瑪巴拒邀說
1403年3月10日，永樂皇帝「遣司禮監少監侯顯齎書、幣往烏思藏，征尚師哈立麻（即噶玛噶举派五世噶瑪巴活佛，得銀協巴）。蓋上在藩邸時，素聞其道行卓異，至是遣人征之」。《明代名人傳》記載四世噶瑪巴乳必多吉曾拒絕洪武皇帝的邀請，但《劍橋中國明代史》記載他應洪武皇帝的邀請，於1372年至1373年間的冬季抵達南京，乳必多吉四世活佛並擔任抵京教團的教長。陳慶英還記載他是元朝攝帝師喃加巴藏卜向明太祖舉薦元故官六十余人中之一，並被封為「灌頂國師」。得銀協巴獲得消息後，於1406年從楚布寺出發。當年7月，得銀協巴在康區噶瑪寺見到了侯顯等使者，領受詔書，即隨侯顯等人一道前往南京。1407年4月10日，得銀協巴抵達南京。新近即位的永樂皇帝對噶瑪巴活佛表現了超乎尋常的倚重和尊崇，他行出南京的皇宮來迎接噶瑪巴並且沒有要求噶瑪巴行磕頭之禮。Karma Thinley還記載永樂皇帝賜噶瑪巴比自己靠左、稍高的上位。羅茂銳也記載忽必烈在佛事活動中，忽必烈坐在一個比吐蕃法師更低的平臺上。達瓦諾布因此認為永樂皇帝是想跟從蒙古皇帝尊重其吐蕃薩迦喇嘛的傳統。
1407年噶瑪巴抵京後，他除了率領僧眾在南京靈谷寺設十二壇城為明太祖夫婦作超度法事十四天外，還在皇宮中設壇為明成祖傳授無量灌頂，講經譯經。1409年2月，明成祖封得銀協巴為「萬行具足十方最勝圓覺妙智慈善普應佑國演教如來大寶法王西天大善自在佛」，命他領天下釋教，賜印、誥及金、銀、鈔、彩幣、織金珠袈裟、金銀器皿、鞍馬，並封其徒孛隆逋瓦桑兒加領真為「灌頂圓修淨慧大國師」、高日瓦領禪伯為「灌頂通悟弘濟大國師」、果欒羅葛羅監藏巴里藏卜為「灌頂弘智淨戒大國師」，並設盛宴於華蓋殿，宴請噶瑪巴師徒，以示慶祝。羅茂銳記載，在獲得永樂皇帝「法王」的封號之後，得銀協巴還建議皇帝同樣也對藏傳佛教其他教派予以封授。
藏文資料顯示得銀協巴曾勸勉永樂皇帝不要試圖像早先的蒙古人那樣用軍事武力管治吐蕃。史伯嶺則記載得銀協巴是拒絕了永樂皇帝試圖在明藏之間建立如同元藏之間的聯盟的建議。Thinley還記載永樂皇帝曾計劃派軍隊入藏以強行扶持噶瑪巴至吐蕃眾佛教教派的統治地位，但得銀協巴勸止了他。但陳學霖認為幾乎沒有證據可以證明這曾是皇帝的意圖。陳學霖認為永樂皇帝對得銀協巴的邀請主要是出於宗教目的。其他可能的目的或者還有依靠噶瑪巴活佛幫助皇帝合法化他備受爭議的繼位方式。和表現他對其父母明太祖夫婦的思念和孝心。蔡石山還認為得銀協巴通過卜吉預凶的手法，顯示上天支持永樂皇帝對明朝皇位的繼承，以此來幫助證明其皇位的正統性。

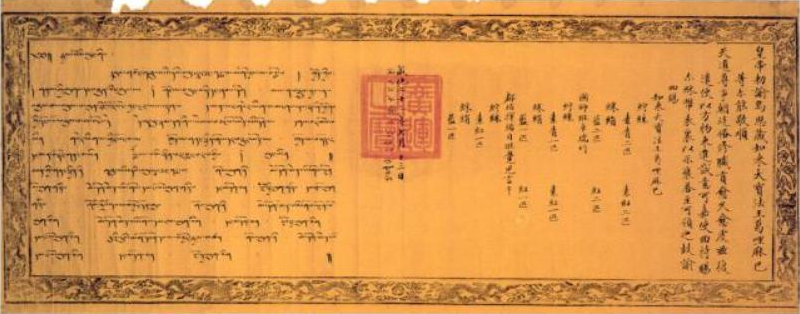
成化皇帝頒給噶瑪巴的敕諭

《法主歷輩噶瑪巴傳略如意寶樹》中記載：「一般來說，除了漢地的皇帝以外，其他人無權委派官吏。但是皇帝考慮到漢藏兩地距離遙遠，所以授權法主得銀協巴可以委派法主的拉德和米德的官員，並說皇帝對法主給以支持。此外還任命了國師和司徒等官職。」
1415年8月15日，得銀協巴突患重病而去世，第六世活佛通哇敦丹繼承「大寶法王」的封號。從1426年到1450年的二十多年中，通哇敦丹先後八次遣使向明朝進貢，明朝曾召請他進京，但未能成行。1426年四月甲申，「賜如來大寶法王等使臣指揮使公哥等。金織文綺、襲衣等物有差。」當時通哇敦丹年僅十一歲，由詔書可見明朝承認他自動地繼承了得銀協巴的「大寶法王」的封號。
1471年，七世噶瑪巴卻紮嘉措派人向成化皇帝進貢佛像。皇帝為此頒賜詔書，曰：「皇帝聖旨，諭烏思藏大寶法王噶瑪巴為首之人眾：你等世代居住西土，順合天意，恭敬朝廷，謹守職司，獻納貢品，歷時已久，今更勤謹。此次複潛使者來，貢獻方物，如是忠順之心，殊堪嘉獎。今值使者返回，賞賜爾等綢緞等物，以表朕回報之意，使到之日，可自領受。…成化七年正月二十九日」 

## 註
1. ↑  藏、漢史料中都找不到喃加巴藏卜生平的明確記載。[2]
2. ↑  《明史·地理志序》記載，「计明初封略，东起朝鲜，西据吐番，南包安南，北距大碛」。[8]其中朝鲜、安南、蒙古在《明史》中都列入「外國」部分[9]，明太祖《皇明祖訓》中將朝鲜、安南列入不征之國[10]，因此此處提到吐番並不表示屬於明朝統治。萬斯同《明史稿·地理志敘》說：「國初封畛，东起朝鲜，西接吐番，南至安南，北距大碛」[11]，「封畛」指對四夷封地的邊界[12][13]，意義更為明確。
3. ↑  王家偉與尼瑪堅贊並無其人，而是王贵、唐家卫、吳伟、喜饒尼瑪、杨堅贊五人合用的筆名。此書由中華人民共和國國務院下屬五洲传播中心出版。[88]

### 引用
1. ↑  蒲文成. . 甘肃人民出版社. 2008年: 第125頁. ISBN 9787226031346.
2. 1 2  胡箫白. . 《中國邊疆史地研究》 (中国社会科学院中国边疆研究所). 2022年, (第3期): 71–87. （原始内容存档于2023-02-03）. 简明摘要.
3. ↑  黃玉生. . 西藏人民出版社. 1995年: 97頁. ISBN 9787223007818.
4. 1 2  索文清 & 雍繼榮 2004.
5. 1 2  John Powers. . Oxford University Press. 2004-10-14. ISBN 978-0-19-803884-9.（英文）
6. ↑  劉漢城 2019，第27-30頁.
7. 1 2 3   . 维基文库 （中文）.
8. ↑   . 维基文库 （中文）.
9. ↑   维基文库中的相關文獻：《明史·列傳·外國一·朝鲜》。《明史·列傳·外國二·安南》。《明史·列傳·外國八·韃靼》。
10. ↑   . 维基文库 （中文）.
11. ↑  《續修四庫全書·第325冊·明史稿·卷79·地理志敘》，344頁
12. ↑  . 漢典.   [2022-08-09]. （原始内容存档于2022-08-09）.
13. ↑   . 维基文库 （中文）. 「嵎夷既略，濰淄其道」。「嵎夷」即堯典所載羲仲所宅之地也。漢孔氏以謂用功少曰「略」。王氏曰為之封畛也。曽氏推廣王氏之意，以謂「嵎夷既略」者，言地接於夷，不為之封畛，則有猾夏之變。
14. ↑   (PDF). 東京大學. : PDF 17–18頁  [2018-08-01]. （原始内容存档 (PDF)于2016-04-05）.
15. ↑  管彦波. . 《民族研究》. 2014年, (第6期). （原始内容存档于2018-08-01）.
16. ↑   (PDF). 東京大學. : PDF 4,17–19頁  [2018-08-01]. （原始内容存档 (PDF)于2018-08-01）.
17. ↑  劉漢城 2019，第43-44頁.
18. ↑  Norbu 2001，第64頁.
19. ↑  彼得·凡·德爾繪亞洲地圖. . 國際聲援西藏運動.
20. ↑   [大鞑靼地图：基于几位来自不同国家旅行者的描述和针对这个国家的几次考察而绘制]. 世界数字图书馆.
21. ↑  《殊域周咨錄》，《殊域周咨錄·卷十一·西戎·吐蕃》
22. ↑   [《皇明職方地圖·皇明貢夷年表》]. Library of Congress. Washington D.C.   [2022-08-10]. （原始内容存档于2022-08-10）.
23. ↑   [《皇明職方地圖·西域圖》]. Library of Congress. Washington D.C.   [2022-08-10]. （原始内容存档于2022-08-10）.
24. ↑  劉漢城 2019，第71頁.
25. ↑   . 维基文库 （中文）.
26. 1 2   . 维基文库 （中文）.
27. ↑   . 维基文库 （中文）.
28. ↑  （清）魏源. . 魏源全集. 岳麓书社. : 144. ISBN 9787806655733.
29. ↑  釋聖嚴. . 現代佛教學術叢刊. 1980, (76)  [2023-01-30]. （原始内容存档于2023-01-07）.
30. 1 2  王力雄. . 西藏新闻社.   [2014]. （原始内容存档于2023-01-07）.
31. ↑   (PDF): 35.   [2023-01-30]. （原始内容存档 (PDF)于2023-01-26）.
32. 1 2  罗炤. . 《中國藏學》. 2011年, (3期)  [2022-08-04]. （原始内容存档于2020-09-26）.
33. ↑  . 達賴喇嘛西藏宗教基金會.   [2009-05-05]. （原始内容存档于2023-03-05）.
34. ↑  范普拉赫（Michael Van Walt）. . 西藏之声.   [2018-08-18]. （原始内容存档于2023-01-30）. 范普拉赫提出，在过去7个世纪，由中国人自己统治中国的时间只有3个世纪，也就是明朝。其他的时间，中国都是在被外来帝国直接统治。明朝没有与西藏建立明确的政治关系。而西藏高原，在7个世纪的大部分时间都是由西藏自己的君王与宗教阶级上层来统治，其间与蒙古强势可汗或满清帝王有过合作关系。很明显的是，这样的密切关系，从未与中国帝王发生过。
35. 1 2  . 中华典藏.
36. ↑  明史·兵二
37. 1 2  欧朝贵; 其美 (编). . 拉萨: 西藏人民出版社. 1991-12. ISBN 9787223003285.
38. ↑  鄭曉. . : 27(PDF).
39. ↑   . 维基文库 （中文）. 洪武三年，授河州衛指揮使。上言：「西民轉粟餉軍甚勞，而茶布可易粟。請以茶布給軍，令自相貿易，省挽運之苦。」詔從之。正初至衛，城邑空虛，勤於勞徠。不數年，河州遂為樂土。璽書嘉勞，始復甯姓。兼領寧夏衛事。修築漢、唐舊渠，引河水溉田，開屯數萬頃，兵食饒足。
40. ↑  《甘肅、青海土司誌》，張維鴻
41. ↑   . 维基文库 （中文）.
42. ↑  《明憲宗實錄·卷一〇三》
43. ↑  牛平汉. . 北京: 中国地图出版社. 1997-10: 498頁. ISBN 9787503115400.
44. 1 2  《明太宗實錄》，卷九一
45. ↑  《明代在玉樹地區建制初考》，吳均
46. ↑  明史·卷三百三十一·列傳第二百十九·西域三·闡化王
47. ↑  明史·卷三百三十一·列傳第二百十九·西域三·烏斯藏大寶法王
48. ↑  Elliot Sperling，《The Tibet-China Conflict: History and Polemics （页面存档备份，存于）》，2004年:26頁，ISBN 978-1932728125
49. ↑  《<賢者喜宴>明永樂時尚師哈立麻晉京紀事箋證》，鄧銳齡
50. ↑  周潤年. . 《中国藏学》. 1997, (1).
51. ↑  智觀巴·貢卻乎丹巴繞吉. .  (PDF). 青海人民出版社. 2017年: 641頁. ISBN 9787225054070.
52. ↑  王忠. . 《历史研究》 (人民出版社). 1963年, (5期). ISSN 0459-1909.
53. ↑  《明太宗實錄》，卷四八
54. ↑  劉忠. . 《历史研究》 (人民出版社). 1994年, (第5期): 55–69页. ISSN 0459-1909.
55. ↑  《明史·卷七六·志第五十二·職官五》
56. ↑   维基文库中的相關文獻：《明史》，卷331
57. 1 2  《明憲宗實錄》，卷二一
58. ↑  《明憲宗實錄》，卷三六
59. ↑  《明憲宗實錄》，卷七八
60. ↑  《明會要》，卷七八
61. ↑  鄧前程; 徐學初. . 西藏研究. 2006年, (第三期). （原始内容存档于2022-08-11） –中国西藏网.
62. ↑  廖建智. . 秀威出版. 2007年11月1日: 63–64. ISBN 9789866909399 –Google Books.
63. ↑  . 中华典藏.   [2022-08-11]. （原始内容存档于2022-08-11）.
64. ↑   维基文库中的相關文獻：《明史》，卷八十
65. 1 2 3  黃奮生，《藏族史略》，199頁
66. ↑  《殊域周咨錄·卷十一》
67. ↑  .   [2023-06-19]. （原始内容存档于2023-06-20）.
68. ↑  . . 西藏人民出版社. 1986年6月19日: 第 165頁  [2023年8月17日]. （原始内容存档于2023年6月19日）.
69. ↑  《明史》，卷二一七
70. 1 2 3  《中国西藏的历史地位》.
71. ↑  陳慶英，《西藏歷史》
72. 1 2 3  石碩，《明朝西藏政策的內涵與西藏經濟的東向性發展》
73. ↑  五世達賴喇嘛著，《四世達賴喇嘛傳》
74. ↑  林富士. . 聯經出版. 2011-01-22: 421–423. ISBN 978-986-02-6473-9.
75. ↑  . 色拉寺.   [2017-09-08]. （原始内容存档于2017-09-08）.（英文）
76. ↑  西藏流亡政府駐日內瓦代表次丹桑珠（英语：Tseten Samdup Chhoekyapa）. . Radio Radicale. 義大利.   [2017-09-09]. （原始内容存档于2017-09-09）.（英文）
77. ↑  . 知書房. 2008: 161–162. ISBN 978-986-6874-31-4.
78. ↑  Wylie 2003，第470頁，"This explains why no mention of Tsong-k'a-pa and the Yellow Sect was made in the Ming shih and Ming shih lu. Such censorship of the official history of the Ming dynasty distorts the true picture of the period".
79. ↑  陳慶英，《西藏歷史》，58頁
80. ↑  Norbu 2001，第52頁，"Tributes were exchanged between the patron and the priest, not submitted by the political subordinate to the super-ordinate".
81. ↑  夏格巴，《西藏政治史》，206頁
82. ↑  阿沛·阿旺晋美.  [1959年西藏叛亂真相]. 《中国藏学》. 1988年, (第2期)  [2017-09-07]. （原始内容存档于2017-09-08）.
83. 1 2  Kolmaš 1967，第32頁.
84. ↑  Patricia Ann Berger，《Empire of Emptiness》，184頁，「The emperor's active courting and titling of important lamas were attempts to resurrect the relationship between China and tibet established earlier by the yuan dynastic founder Khubilai Khan and his guru Phagpa.」
85. ↑  Sperling 2003，第478頁.
86. ↑  Kolmaš 1967，第28–29頁.
87. ↑  Thomas Laird，《The Story of Tibet》，131頁，「Some tibetan monasteries and princes eagerly sought invitations from the Ming emperor because when they gave gifts, or paid tribute to the emperor, they received gifts of much greater value in return.」
88. ↑  Jiawei Wang; 尼玛坚赞. . . 五洲传播出版社. September 1997: 第333頁. ISBN 9787801133045.
89. ↑  陳慶英，《西藏歷史》，43頁
90. 1 2 3  陳慶英，《西藏歷史》，47頁
91. ↑  《西藏通史》，第274页
92. ↑  《西藏通史》，第297页
93. ↑  《西藏通史》，第298頁
94. ↑  Van Praag，《The Status of Tibet》，7–8頁
95. 1 2  Tucci，《西藏中世紀史》，43頁
96. ↑  《中国西藏的历史地位》，第31頁.
97. ↑  高淑芬、陳慶英，《西藏通史》，267頁
98. ↑  《中国西藏的历史地位》，第32頁.
99. ↑  《中国西藏的历史地位》，第26頁.
100. ↑  Sperling，《Authenticating Tibet: Answers to China's 100 Questions》，20頁，「A letter informing the Tibetans of the establishment of the Ming, sent to Tibet by the dynasty's first emperor, and similar to letters sent by him to other foreign lands, also attests to the fact that the Ming rulers did not consider Tibet to be "Chinese"; in it, the emperor refers to Tibet as a state quite separate from China.」
101. 1 2  《劍橋中國明代史》，290頁
102. ↑  Smith，《China's Tibet?: Autonomy Or Assimilation》，7页，「The early Ming emperors may have hoped that their patronage of Tibetan lamas could be transformed into political influence in Tibet equivalent to that enjoyed by the Mongol Yuan. However, the Ming had no real interest in Tibet beyond Tibet's role in Ming relations with the Mongols. ... Tibet's continuing relations with the Mongols were much more politically significant than Tibetan relations with the Ming.」
103. ↑  L. Carrington Goodrich及房兆楹，《明代名人傳》，412–413頁，「Dalai Lama I: It does not appear that dGe-'dun-grub ever had contacts with China. Dalai Lama II: So far as we know, he never had any official contact with China.」
104. 1 2  陳慶英，《西藏歷史》，57頁
105. ↑  Kolmaš 1967，第31–32頁.
106. ↑  Laird，《The Story of Tibet》，144頁，「The Chinese watched these developments with interest, thought few Chinese ever became devout tibetan buddhists.」
107. ↑  Smith，《China's Tibet?: Autonomy Or Assimilation》，7页，「Altan Khan, leader of the Mongols outside the Ming domains in what is now Inner Mongolia.」
108. 1 2 3  L. Carrington Goodrich and Chaoying Fang，《明代名人傳》，23頁
109. ↑  《張文忠公全集》，奏疏八
110. ↑  《神宗實錄》卷191
111. ↑  Tucci，《西藏中世紀史》，88頁
112. ↑  黃奮生，《藏族史略》，209頁
113. ↑  牙含章，《達賴喇嘛傳》，24頁
114. ↑  恰白·次旦平措，《西藏通史·松石寶串》，531-532頁
115. ↑  黃玉生，《西藏地方與中央政府關係史》，109頁
116. ↑  陳慶英，《達賴喇嘛轉世及歷史定制》，31頁
117. ↑  Laird，《The Story of Tibet》，146頁，「The Ming emperor invited him to visit the Chinese capital, but he declined because of a prior commitment, though he was only 250 miles from Beijing.」
118. ↑  Tucci，《西藏中世紀史》，99頁
119. ↑  陳慶英，《達賴喇嘛轉世及歷史定制》，33頁
120. ↑  西藏自治區社會科學院、中央民族學院藏族研究所，《中國西藏地方歷史資料選輯》，334頁
121. ↑  五世達賴喇嘛著，《四世達賴喇嘛傳》，1992，305頁
122. ↑  五世達賴喇嘛著，《四世達賴喇嘛傳》，1992，308頁
123. ↑  陳慶英，《達賴喇嘛轉世及歷史定制》，34頁
124. ↑  Wylie 2003，第468–469頁，"Constrastingly, the Chinese emperor of the Ming dynasty lavished rewards and titles on all leading lamas who accepted the invitation to come to court, regardless of their sectarian affiliation".
125. ↑  Hoffman 2003，第65頁，"In 1369 the Mongol Yuan Dynasty was replaced by the Ming, who were in no position to interfere in Tibet although they did perpetuate the illusion of overlordship by receiving the so-called "tribute emissaries" and granting titles to several of the guard lamas".
126. ↑  Goldstein, Melvyn C. . University of California Press. 1997年11月3日: 4–5頁. ISBN 9780520923256. Many titles were given to leading Tibetans by the Ming emperors, but not to confer authority as with the Mongols. By conferring titles on tibetans already in power, the Ming emperors merely recognized political reality.
127. ↑  Kolmaš 1967，第29頁.
128. ↑  .   [2017-09-07]. （原始内容存档于2017-09-08）.
129. ↑  尹偉先，《明代藏族史研究》，151-154頁
130. ↑  牙含章，《班禪額爾德尼傳》，345頁
131. ↑  徐明旭，《陰謀與虔誠：西藏騷亂的來龍去脈》，第五章
132. ↑  牙含章，《明代中央和西藏地方帕竹政权的关系》 （页面存档备份，存于），《中國藏學》1989年第1期，21-22頁
133. ↑  《太祖實錄》卷188
134. ↑  金暉. . 五洲传播出版社. 1994年: 21頁. ISBN 978-7-80113-021-1.
135. ↑  何光岳. .  (PDF). 中華民族源流史叢書. 江西教育出版社. 2000年12月: 529頁. ISBN 7539234725.
136. ↑   . 维基文库 （中文）.
137. ↑  恰白·次旦平措，《西藏通史》，594頁
138. ↑  陳慶英，《歷輩達賴喇嘛生平形象歷史》，第128頁，ISBN 7-80057-548-9
139. 1 2 3 4  陳慶英，《西藏歷史》，51頁
140. ↑  晋美扎巴:《江孜法王傳》，西藏人民出版社，2013年:49－50頁
141. ↑  恰白·次旦平措，《西藏通史》，454-455頁
142. ↑  《明史·西域傳》卷331
143. ↑  恰白·次旦平措，《西藏通史》，463頁
144. ↑  Elliot Sperling，《The Tibet-China Conflict: History and Polemics》，2004年:27頁，ISBN 978-1932728125，「There is no indication at all in Tibetan sources - or in Chinese sources, for that matter - that any of those inside Tibet exerted power or acted on behalf of the Ming court. Bluntly put, there was no Ming political authority over Tibet - no ordinances, laws, taxes, etc., imposed inside Tibet by the Ming.」
145. ↑  Norbu 2001，第58頁，According to Chinese Communist historians, "The Ming Dynasty basically followed the system introduced by the Yuan Dynasty in exercising rule over the Tibetan areas." This was true of the Amdo and Kham areas (Inner Tibet) but not of Outer Tibet (U-Tsang and Ngari) where, as we have seen, three successive nationalistic regimes came into existance..
146. 1 2  Laird，《The Story of Tibet》，137頁，「These alliances with eastern Tibetan principalities are the evidence China now produces for its assertion that the Ming ruled Tibet. In fact, after the Mongol troops left Tibet, no Ming troops replaced them.」
147. ↑  《明實錄》卷78
148. ↑  佐藤長《明代西藏八大教王考（下）》鄧銳齡譯，《西藏民族學院學報》（社科版）1988年期
149. ↑  向紅笳，《歷史見證》，75頁
150. ↑  中国藏学研究中心; 中国第一历史档案馆; 西藏自治区档案馆; 四川省档案馆 (编). . 中國藏学出版社. 1995年: 80頁. 詔諭曰：奉天承運皇帝聖旨：朕君天下，凡四方慕義來歸者，皆代之以禮，授之以官。爾搠思公失監，久居西土，問我聲教，能委心孝順，保安境土，朕用嘉之。今設俄力思軍民元帥府，命爾以元帥之職，爾尚思盡乃心，謹遵紀律，撫其部眾，使疆土靖安，庶副朕委任之意。可懷遠將軍俄力思軍民元帥府元帥宜令搠思公失監。准此。洪武六年二月  日。
151. ↑  . 中國新聞網. 2008年4月8日  [2019-02-16]. （原始内容存档于2017-07-02）.
152. ↑  ELLIOT SPERLING. . China Perspectives (French Centre for Research on Contemporary China). 2009年, (3): 26–27  [2019-02-16]. （原始内容存档于2018-02-22）.
153. 1 2  《太祖實錄》卷170
154. ↑  《宣宗實錄》卷22
155. ↑  牛平汉. . 中国地图出版社. 1997: 495–496頁. ISBN 9787503115400.
156. ↑  Sperling，《Authenticating Tibet: Answers to China's 100 Questions》，19-20頁，「The administrative structures that the Ming dynasty established for Tibet existed for the most part solely on paper. The primary unit established by the Ming for Tibet was the Xi'an Branch Regional Guard based at Hezhou, a frontier town in Gansu, well away from the Tibetan heartland. ... However, Wei Zheng, whom one would therefore have to assume was the highest official in the region in unknown in any Tibetan historical sources and barely mentioned by traditional Chinese sources. Obviously, this supposed administrative unit was intended only to exercise ceremonial authority anywhere beyond the frontier region. Thus, the titles that we find in Ming sources being accorded to Tibetan figures at this time cannot be taken as carrying real political authority in Tibet.」
157. ↑  《劍橋中國明代史（下卷）》
158. ↑  Patricia Buckley Ebrey. . Cambridge University Press. 1996: 227頁. ISBN 978-0-521-66991-7.（英文）
159. ↑  《中国西藏的历史地位》，第3頁.
160. ↑  Norbu 2001，第59頁，"The Ming Emperor Taizu's "business-as-usual" attitude towards the resumption of Confucian tribute relations with Tibet and other states, as maintained by the Mongol emperors-minus armed intervention-is clearly indicated by the second edict.".
161. ↑  Sperling 2003，第475–477頁.
162. ↑  劉宏煊，《中國疆域史》，243頁
163. ↑  牙含章，《班禪喇嘛傳》，345頁
164. ↑  Norbu 2001，第58頁，"Had it been the Yuan dynasty, they would have intervened militarily in Outer Tibet either in order to protect their preferred lamaist regime or in order to carry out their imperial desire to rule over a conquered territory".
165. ↑  John D. Langlois，《劍橋中國明代史》之《洪武之治，1368-1644》，87頁
166. ↑  John D. Langlois，《劍橋中國明代史》之《洪武之治，1368-1644》，92-93頁
167. ↑  John D. Langlois，《劍橋中國明代史》之《洪武之治，1368-1644》，106頁
168. ↑  Norbu 2001，第57頁，"As we have seen, for almost 130 years U-Tsang was in turmoil. Yet the Ming dynasty "refrained from sending troops to subdue Tibet or from garrisoning troops in Tibet". The Ming response to Tibet during this period reflected a typical Confucian attitude towards the "western region".
169. ↑  《西藏通史》，第311-312頁
170. 1 2 3  《中国西藏的历史地位》，第39－40頁.
171. ↑  Peter C. Perdue，《Culture, History, and Imperial Chinese Strategy: Legacies of the Qing Conquests》，273頁，「At the same time, the Chinese aimed to obtain horses for the frontier garrisons by promoting government-supervised markets. Like Wang Anshi in the eleventh century, their goal was to exchange tea from the interior for the one commodity the Han Chinese could not produce internally: militarily capable horses.」
172. ↑  Rossabi 1998，第243頁，"Tibetans sought to obtain brick tea from China both as a beverage and for buddhist religious ceremonies".
173. 1 2 3  《中国西藏的历史地位》，第39－41頁.
174. ↑  《劍橋中國明代史》上册，282頁以下
175. ↑  《中國疆域史》，劉宏煊，245頁
176. 1 2  郑汕，《西藏發展史》，135頁
177. 1 2 3 4 5 6 7  《中国西藏的历史地位》，第42頁.
178. ↑  . 西藏在线.   [2022-08-09]. （原始内容存档于2017-10-08）.
179. ↑  . 区划地名网（行政区划网）.   [2022-08-09]. （原始内容存档于2017-10-08）.
180. ↑  Georges Dreyfus，《Cherished memories, cherished communities: proto-nationalism in Tibet》，504頁
181. ↑  陳學霖，《劍橋中國明代史》之《建文、永樂、洪熙和宣德之治，1399—1435 年》，262頁
182. ↑  Van Praag，《The Status of Tibet》，7頁
183. ↑  Tucci，《西藏中世紀史》，44頁
184. 1 2  陳慶英，《西藏歷史》，44頁
185. ↑  《五部西藏史》，鉛印本，234頁
186. 1 2  《中国西藏的历史地位》，第43頁.
187. 1 2  恰白·次旦平措，《西藏通史》，450頁
188. ↑  《王系幻化鑰匙》，鉛印本，84頁
189. ↑  陳慶英，《西藏歷史》，46頁
190. 1 2  牙含章，《班禅额尔德尼传》，346頁
191. ↑  鄭汕，《西藏發展史》，133頁
192. ↑  Tucci，《西藏中世紀史》，46頁
193. ↑  Sperling，《Authenticating Tibet: Answers to China's 100 Questions》，20頁，「The presentation of these titles and communication with their recipients were clearly treated as diplomatic affairs by the Ming and were handled by the same diplomatic bureaucracy that dealt with Ming China's relations with the lands of the South Seas. One cannot extrapolate from the simple presentation of these titles a basis for claiming Ming sovereignty over Tibet. An examination of the events surrounding the presentation of these titles shows clearly that the recipients held power and/or influence in Tibet prior to their being granted. As such, the titles did not bestow power, but rather acknowledged it, and their granting must be seen as something akin to the not uncommon presentation of honors, titles, or awards by one country to national of another.」
194. ↑  牙含章，《班禪額爾德尼傳》，353-364頁
195. 1 2 3 4  Rossabi 1998，第244頁，「In 1403, he dispatched an envoy named Hou Hsien with an invitation to the fifth hierarch of the Karma-pa order to come to China...the fifth Karma-pa accepted. Two months after his arrival, the Emperor awarded him the title ta-pao fa-wang. The fifth Karma-pa ... encouraged the emperor to bestow titles on religious leaders from other sects.」
196. ↑  Wylie 2003，第469–470頁.
197. 1 2  Tom Grunfeld，《The Making of Modern Tibet 》，40頁，「Claiming ill health, Tsongkhapa refused, but sent a disciple, Jamchen Choje, in his place. The disciple was honored with the title "All-knowing, Understanding and Benevolent Peacemaker of the World, Great Loving One, Worshipped by All, Great Prince and Lama from the Happy Steadfast Kingdom of the West, Jamchen Choje, the Great Lama of the Emperor".」
198. ↑  《中国西藏的历史地位》，第35頁.
199. ↑  .   [2010-09-26]. （原始内容存档于2016-03-04）.
200. ↑  《四大寺目錄》油印本，42頁
201. ↑  恰白·次旦平措，《西藏通史》，510頁
202. 1 2 3  陳慶英，《西藏歷史》，52頁
203. 1 2  Wylie 2003，第469-470頁.
204. 1 2 3 4 5  陳慶英，《西藏歷史》，48頁
205. 1 2 3 4  《明代名人傳》，482頁，「The fourth Karma-pa hierache had declined a similar invitation from Emperor Chu Yuan-chang... Then on April 10, 1407, after a ceremonious welcome, he presided at religious services for the benefit of the emperor's deceased parents... Tibetan histories record that Halima dissuaded Chu Ti from any thought of attempting to impose his authority on Tibet by military means, as the Mongols had done.」
206. ↑  《劍橋中國明代史》，165頁
207. 1 2  Norbu 2001，第51–52頁，"When the V Karmapa Lama visited Nanking, the Ming emperor came out of his imperial palace to receive the Lama...The Lamas did not have to kowtow before the emperors."
208. ↑  Karma Thinley，《The History of the Sixteen Karmapas of Tibet》，72頁，「The emperor feted his new-found guru, giving hime the place of honor on his left. As an indication of his devotion he gave Dezhin Shegpa a higher throne than his own.」
209. ↑  Rossabi，《Khubilai Khan》，41頁，「When Khubilai received private religious instruction from the lama, he would sit on a lower platform than the tibetan cleric. But when Khubilai conducted court business in public, he would sit on a higher platform than the 'Phags-pa lama.」
210. ↑  Shih-shan Henry Tsai ，《Perpetual Happiness》，ISBN 978-0295981246，84頁，「Halima taught Yongle's family and courtiers prayers to enhance optimistic moods and chants asking for blessing from the Buddha.」
211. 1 2 3  陳慶英，《西藏歷史》，49頁
212. ↑  Sperling 2003，第477頁.
213. ↑  Thinley，《The History of the Sixteen Karmapas of Tibet》，74頁
214. 1 2  陳學霖，《劍橋中國明代史》之《建文、永樂、洪熙和宣德之治，1399－1435年》，263頁
215. ↑  Marsha Weidner，《Imperial Engagements with Buddhist Art and Architecture》，121頁，「These manifestations testified to the power of both the emperor and his guru and served a legitimizing tool for the emperor's problematic succession to the throne.」
216. ↑  Shih-shan Henry Tsai ，《Perpetual Happiness》，ISBN 978-0295981246，84頁，「The Tibetan lama also provided Yongle with a full set of portents and omens indicating that the heavens has destined him for the throne.」
217. ↑  恰白·次旦平措，《西藏通史》，451頁

## 延伸閱讀
- 劉漢城.  (PDF). 雪域出版社. 2019年10月17日  [2022年8月8日]. ISBN 9789869619394. （原始内容存档 (PDF)于2022年4月21日）.
- 《西藏地方是中國不可分割的一部分（史料選輯）》，西藏社會科學院，西藏人民出版社，1986，ISBN 7-223-00312-X
- 《元以來西藏地方與中央政府關係檔案史料彙編》，中國藏學研究中心等，中國藏學出版社，1994，ISBN 7-80057-181-5
- 《西藏社會歷史藏文檔案資料譯文集》，中國社會科學院民族研究所及西藏自治區檔案館，中國藏學出版社，1997，ISBN 7-80057-325-7
- 《西藏地方歷史資料選輯》，北京大學歷史系，生活·讀書·新知三聯書店，1963
- 《藏族史料集》，陳燮章、索文清、陳乃文，四川民族出版社，1983

## 外部連結
- 哈佛大學China's History in Maps （页面存档备份，存于）。其中明朝各地駐軍圖顯示藏區並無駐軍。